# Тшеб'ятув (гміна)
Гміна Тшеб'ятув (пол. Gmina Trzebiatów) — місько-сільська ґміна у північно-західній Польщі. Належить до Ґрифицького повіту Західнопоморського воєводства. Її центром є місто Тшебятув. Одна з найбільших прибережних ґмін Польщі, хоча має лише два прибережні населені пункти.
За даними на 31 грудня 2016 року населення ґміни становило 16 482 жителя.
Місце у воєводстві (серед 114 ґмін):
- площа: 46-те місце,
- населення: 19-те місце.

Економіка ґміни основана на туризмі та сільському господарстві, розвинутій торгівлі та невеликій харчовій і деревообробній промисловості. Стратегія розвитку комуни орієнтується на розвиток туризму, що виражається інвестиціями в галузь охорони довкілля та комунальну інфраструктуру.

## Положення

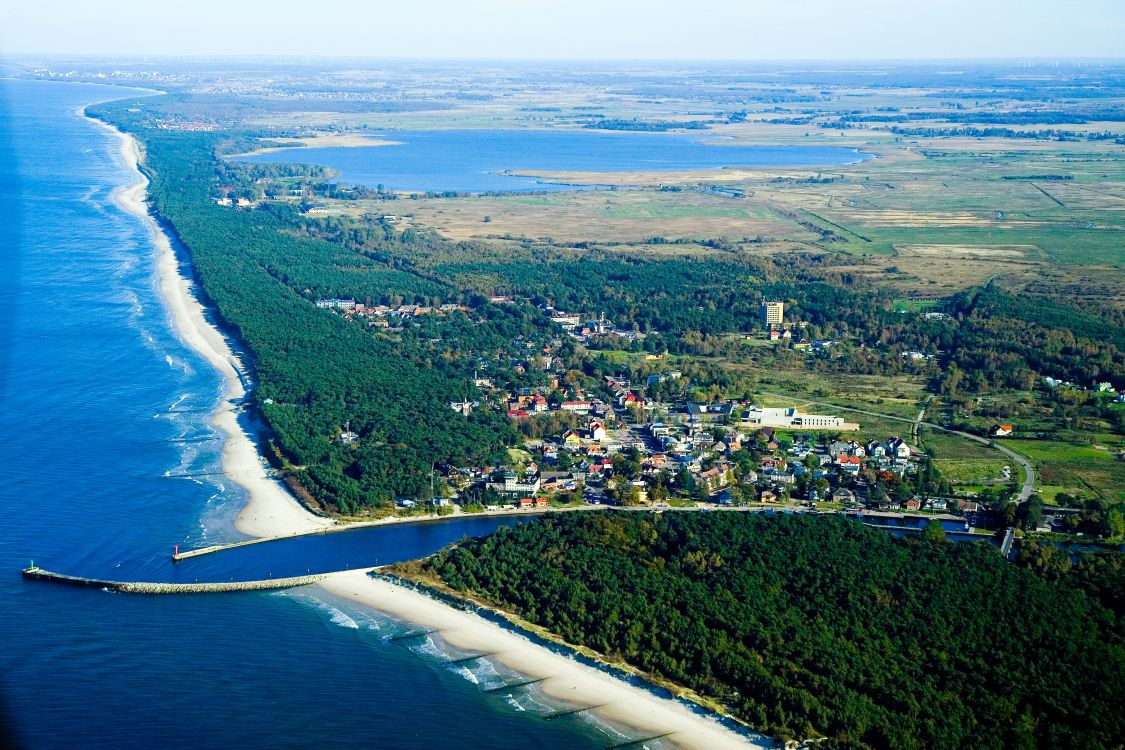
Порт і східна частина Мжежина

Ґміна розташована на Ґрифицькій рівнині і Тшеб'ятовському узбережжі Балтійського моря в північній частині Ґрифицького повіту, північній частині Західнопоморського воєводства. За даними на 1 січня 2014 року площа ґміни Тшеб'ятув становила 225,14 км2, що становить 22,13 % від площі повіту.
Сусідні ґміни:
- Бройце, Ґрифіце, Карніце i Реваль (Ґрифицький повіт)
- Колобжеґ, Римань i Семишль (Колобжезький повіт)

## Довкілля
| Тип                         | Площа     | %      |
| --------------------------- | --------- | ------ |
| Сільськогосподарські угіддя | 15 065 га | 66,91% |
| Ліси та лісові землі        | 3120 га   | 13,86% |
| Решта землі і пустир        | 4359 га   | 19,36% |
| Разом (Σ)                   | 22 544 га | 100%   |

### Природа
Ліси займають 13,86 % поверхні, а сільськогосподарські угіддя – 66,9 %. На території ґміни Тшеб'ятув виявлено 89 видів охоронюваних тварин і рідкісних судинних рослин, а також два види охоронюваних грибів-макроміцетів. Основною перевагою природи ґміни є наявність на її території видів, пов'язаних із середовищем існування приморського поясу – дюнами, прибережними сосновими борами, соляними випарниками,  верховими болотами і пустищами.
Приморська зона лежить у межах території "Natura 2000" (спеціальна область захисту довкілля) і має назву Тшеб'ятовсько-колобжеський приморський пояс, а також області спеціального захисту птахів "Тшебятовський берег".
На території ґміни розташований заповідник Роби і заповідник Приморський сосновий бір у Мжежині.

### Водні зв'язки

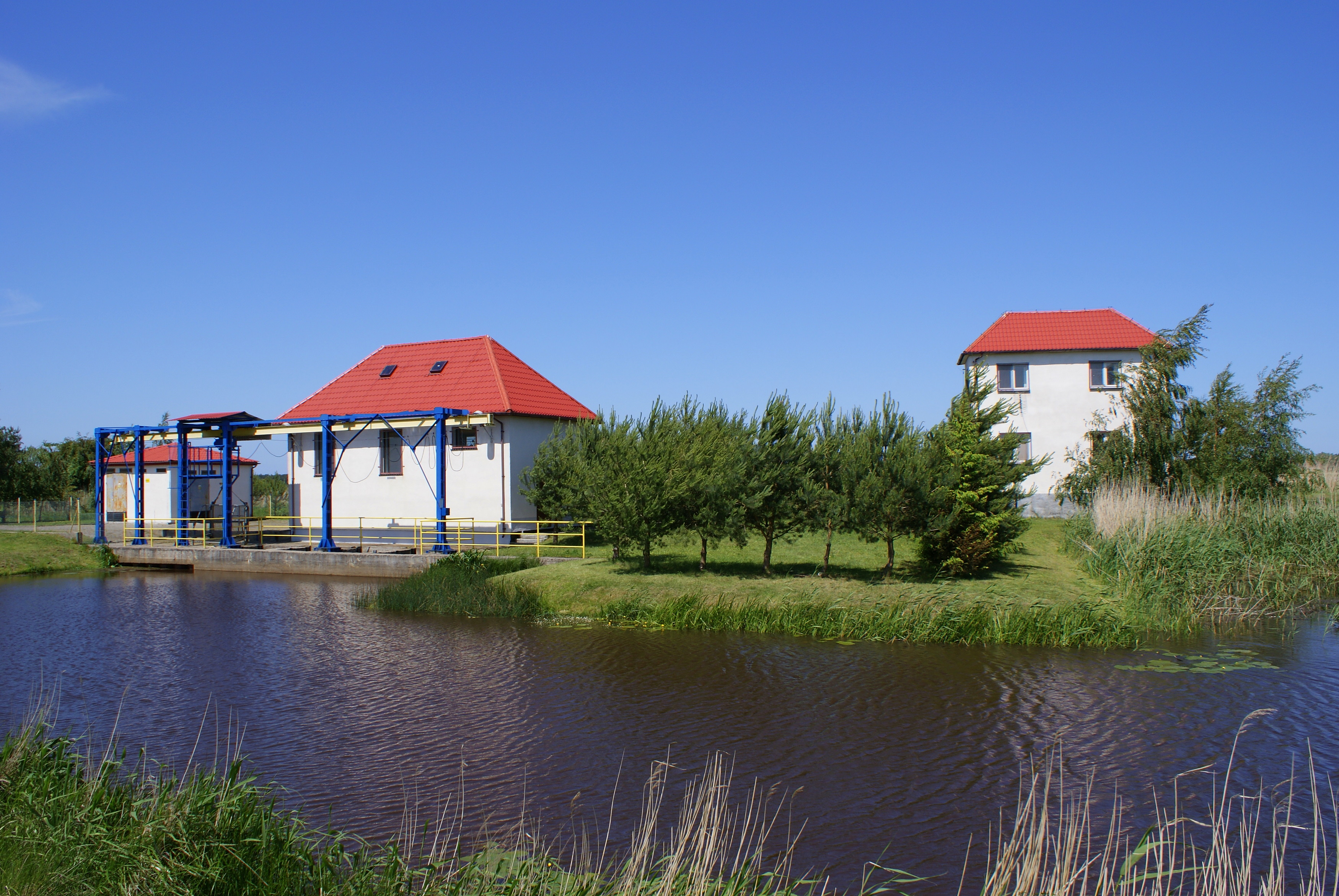
Насосна станція в гирлі Стара Рега (старе русло), яка перекачує воду в Озеро Приморське

Територія ґміни належить переважно до басейну річки Реги, яка є гідрологічною віссю ґміни і тече від південної межі ґміни, потім перед Тшеб'ятувом від неї відходить західний рукав річка Млинівка, яка разом з основним руслом протікає через Тшеб'ятув. Там у Регу впадає Млинівка, а також потічок Сарнія. Тече в північному напрямку забираючи воду з потічка Стара Рега і двох каналів, які відводять воду з дамб польдерів (Канал Мжежино II, Канал Мжежино III). Перед Мжежином до Реги перекачують води з її старого русла Старої Реги і потічка Згнила Рега. В море річка впадає в Мжежині, де в гирлі розташований морський порт.
Ще одним водотоком у ґміні Тшебятув є Секванка, яка є притокою Сарнії. Ділянка річки Дебошниці позначає фрагмент східного кордону ґміни.
Старе русло річки Реги, яке називається Стара Рега, пов'язане також з єдиним озером, що лежить на території ґміни, Озером Приморським. Це прибережне озеро пов'язане з Балтійським морем через канал. В це озеро також впадає річка Блотниця.

### Рельєф місцевості

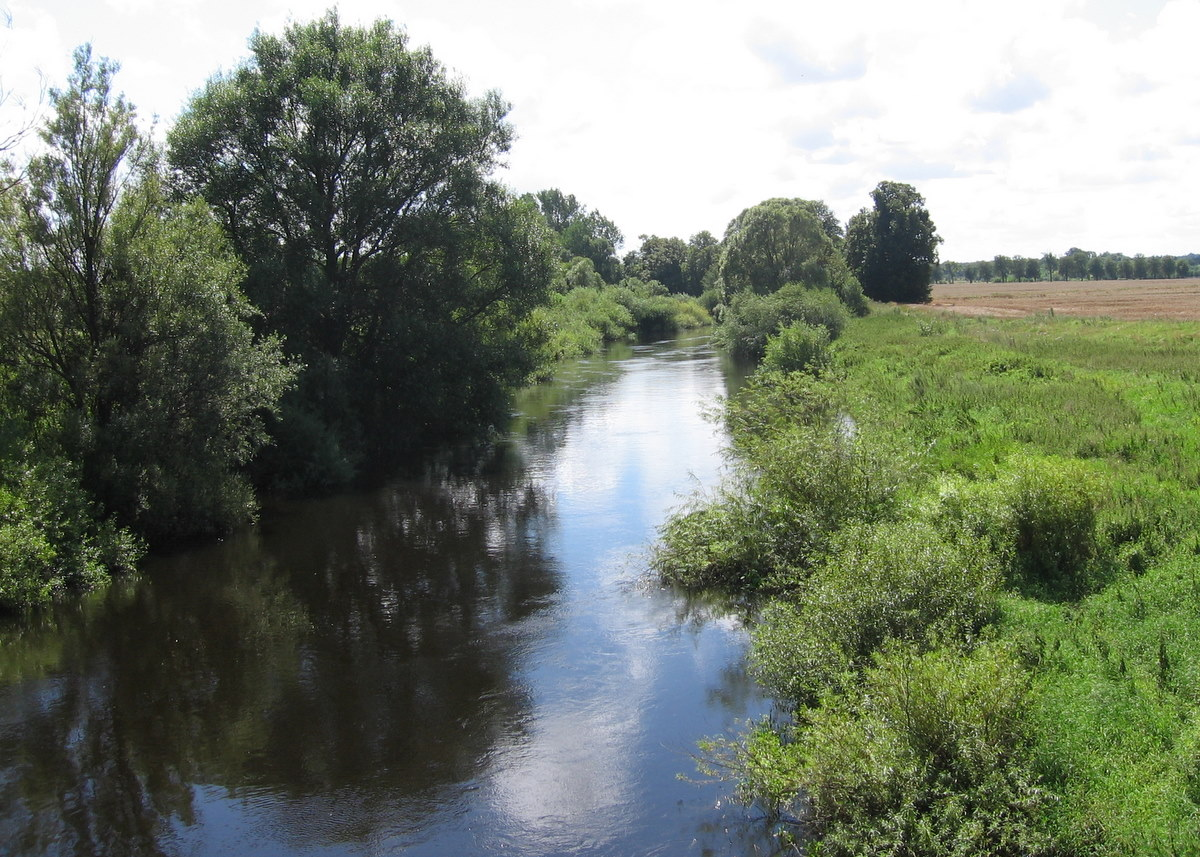
Річка Рега перед Новеліце

ҐмінаТшеб'ятув характеризується різноманітними фізико-географічними умовами. Над Балтійським морем тягнеться смуга морського узбережжя з великими пляжами. На їх базі розвинулися дюни і рівнини еолових пісків з відносними висотами від 2 до 30 метрів. Морський берег на всій ділянці є дюнним берегом. Заввишки дюни сягають 30 м над рівнем моря. Від смуги пляжу його відділяє передній вал дюн. На схід від гирла Рега до 349 км і в районі Дзьвіжино відбуваються процеси руйнування морського берега, які проявляються підточуванням берегового валу, розмиванням смуги пляжу і руйнуванням гідротехнічного устаткування в гирлі Реги. На південь від смуги узбережжя тягнеться велика Північно-Поморська гранична долина. Вона використовується нині через водні шляхи: Рега, Блотниця, Дебошниця, Лужанка і Озеро Приморське. Великі рівні ділянки долини заповнені великими торф'яними болотами. Ця територія заливалась повенями під час розливів морських вод, так звані cofki, отже, нині ізольовані, виконуються туди і насосів. У районах відділених дамбами залишилися сліди давніх річищ і стариць. Південні окраїни гміни це моренова височина плоска або гофрована різноманітними формами акумуляційними ерозійними, що виникають під час танення льдовика. На цій території виникають найродючіші ґрунти гміни. Височину розрізають на південь долини річок: Реги і Дебошниці.

### Кліматичні умови

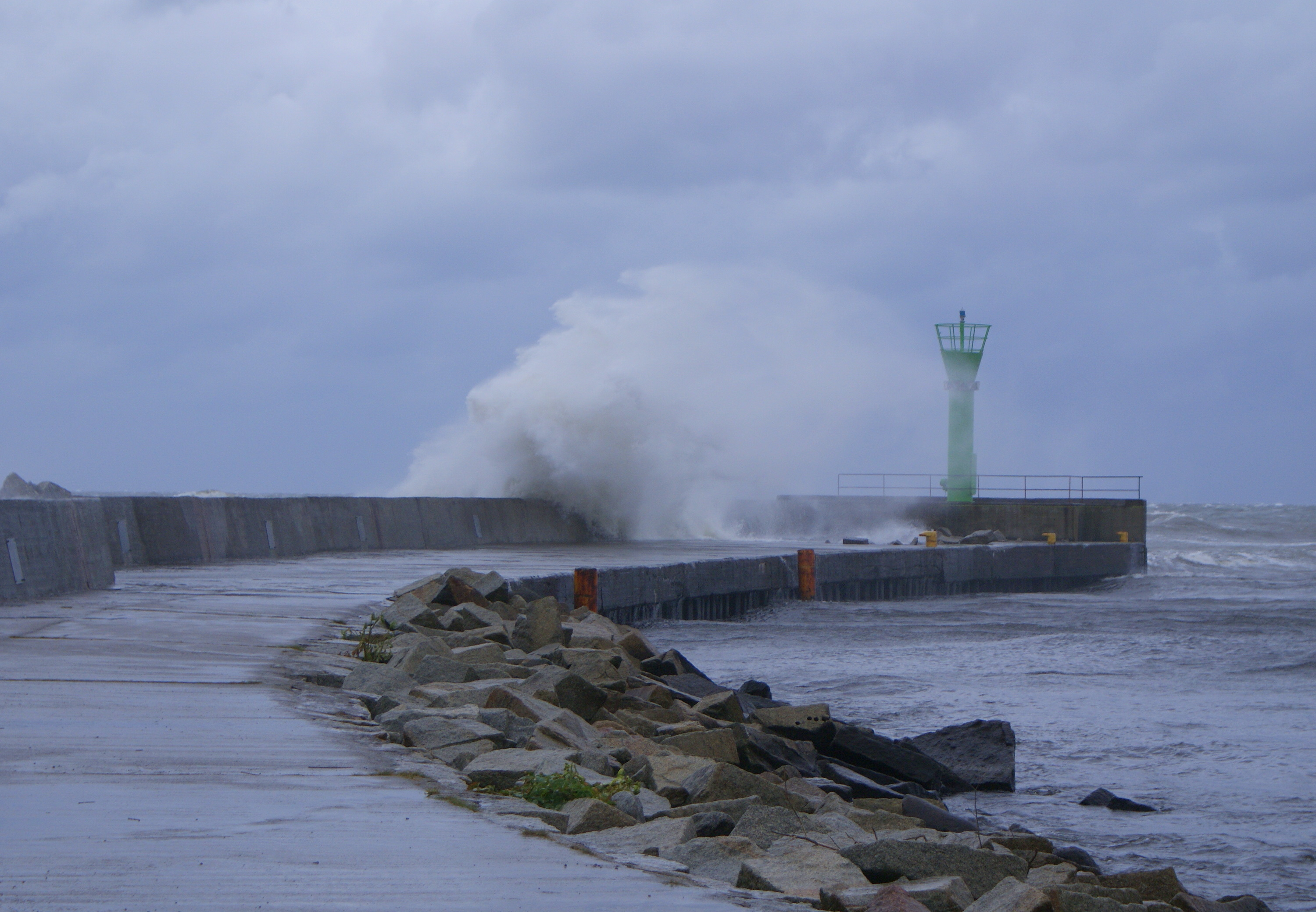
Західний хвилеріз Мжежино (морський порт) під час сильного вітру

Розташування муніципалітету Тшебятув на території двох кліматичних районів, Колобжеського узбережжя і Грифицько-Новогардського району, безпосередньо впливає на клімат.
У Тшебятові та його околицях переважає морський клімат з більшим впливом Атлантичного океану, ніж Балтійського моря. Проте Балтійське море має вирішальний вплив на мікроклімат цієї області і, зокрема, на вміст у повітрі, головним чином на морських пляжах, сприятливого для здоров'я аерозолю, що складається з молекул солі та йоду.
Температури в тому районі Західного Помор'я характерні для морського помірного клімату. Це проявляється, зокрема, відносно невеликими відмінностями між температурою влітку і взимку і великою вологістю повітря, що доходить місцями до 80%. Тшебятовська зима зазвичай тепла і м'яка, а літо прохолодніше, ніж в інших районах країни. Середня температура липня не перевищує +17 °C, а в січні становить -1,5 °С. Важливою особливістю цього клімату є велика кількість днів із сильними вітрами з західних напрямків, особливо в періоди бур. Найбільша швидкість вітрів зафіксована в південно-західному (SW) і західного (В) напрямку. Найближча метеостанція розташована в Колобжегу. Середня річна швидкість вітру досягає близько 4 м/сек (близько 5 м/с на висоті 50 м над поверхнею землі) і є однією з найвищих у Польщі. Безвітряні дні бувають рідко.
Влітку відіграє роль також циркуляція бризів, які вдень дмуть з моря на суходіл, а вночі — у протилежному напрямку. Щорічна кількість опадів становить близько 600-700 мм, більша частина із яких, або близько 400 мм, припадає на тепле півріччя. Кількість днів з опадами в середньому сягає 180 днів на рік.

## Історія

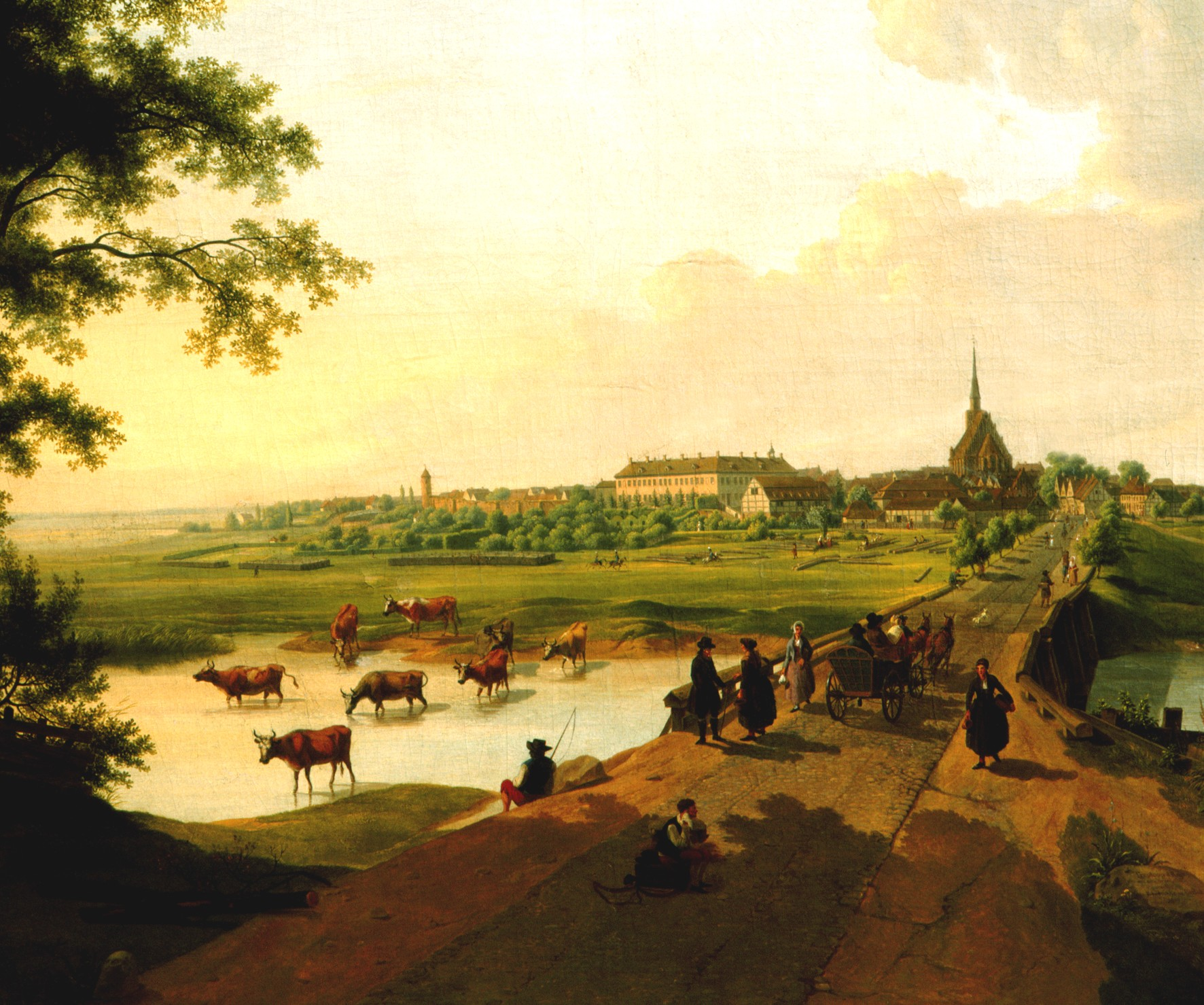
Панорама Тшебятува XIX століття

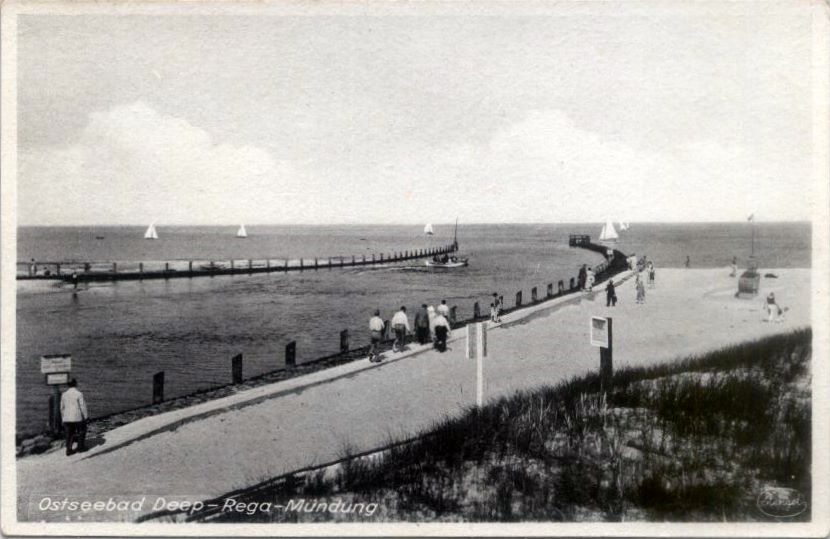
Гирло Реги в Мжежині (довоєнна листівка)

Історія регіону була від самого початку пов'язана з Тшебятувим, який вже від XIII століття мав міські права. Важливу роль відігравала річка Рега, що впадає в Балтійське море, у меандрі якої було слов'янське місто. Завдяки річці Пшебятув міг розвивати морську торгівлю, використовуючи порт Regoujście.
Від утворення Герцогства Померанія, тобто від XIII століття, ці землі були пов'язані з династією Грифичів. Саме від герба померанської династії походить нинішній герб Тшебятува і гміни.
Від XIII століття починається розвиток Тшебятува як торгового центру на березі Балтійського моря. 6 травня 1277 року князь Барнім I, його син Богуслав IV і абат Томаш з монастиря Премонстранти дали Тшебятуву міські права. З цим була пов'язана низка привілеїв у характері економічної діяльності: місто отримало порт Regoujście, право судноплавства по Резі, а  також його обмуровано фортечними стінами.
У тшебятувській каплиці Святого Духа в 1534 році відбувся Сейм західнопомеранських держав, на якому співправителі Барнім IX Благочестивий і Філіп І впровадили в Померанії протестантську релігію. Грифичі правили Західній Померанії аж до XVII століття, коли ця територія була театром бойових дій німецьких і шведських військ під час Тридцятилітньої війни.
1648 року за умовами Вестфальського миру територія гміни, яка належала до Західної Померанії, увійшла до складу Електорату Бранденбург, а від 1816 року належала до провінції Померанія в складі Королівства Пруссія, входячи до складу округу Штеттин аж до 1938 року, коли внаслідок адміністративних змін Грайфенберзький повіт (нім. Landkreis Greifenberg i. Pom.) став частиною округу Кеслін. У березні 1945 року на територію муніципалітету увійшли 1-ша армія Війська Польського та Червона армія.
Після Другої світової війни в рамках акції репатріації в околиці міста були переселені жителі колишніх кресів II речі Посполитої. Польська адміністрація почала формуватися в травні 1945 р., а територія нинішньої гміни була розділена між кількома сільськими гмінами (Голянч-Померанська, Мжежино, Садлно) і міською гміною Тшебятув. 1954 року гміни замінено на дрібніші одиниці адміністративного поділу – громади. З часом гміни Голянч-Померанська і Тшебятув мали спільну громадську народну раду.
Закон від 1972 року про народні ради починаючи з 1 січня 1973 року на їх місці встановив гміни. Гміна Тшебятув (сільська) почала функціювати з 1 січня 1973 року. Гміну утворено з трьох скасованих громад: Роґозіна, Ґожислав і Тшебятув. Територію гміни поділено на 15 солтиств (Бечино, Хоментово, Ґомбін, Ґоланьч-Поморська, Ґожислав, Ґослав , Клодково, Левіце, Мірославіце, Роби, Роґозіна, Садльно, Семідаржно, Тшебуш, Влодарка). Оскільки місто Тшебятув не мало в той час характеру міста аграрного, то воно не було охоплене реформою і не включене в гміну. В місті діяла без змін Президія міської народної ради в Тшебятуві. Закон допускав можливість об'єднання в загальні органи адміністрації районів і міст. 9 грудня 1973 року створено спільну Народну раду міста і гміни в Тшебятуві, а також Уряд міста і гміни в Тшебятуві.
До 1991 року в місті Тшебятуві та сільській гміні Тшебятув діяли спільні органи влади (на підставі закону від 20 липня 1983 року. 1 січня 1992 року місто і сільську гміну об'єднано в одну одиницю місцевого самоврядування (місько-сільську гміну).
Територія нинішньої гміни від 1945 року перебуває в межах Польщі, спочатку в складі Західно-Померанському округу, в 1946-1975 роках в так званому великому Щецинському воєводстві, а в 1975-1998 роках у так званому малому Щецинському воєводстві.

## Туризм

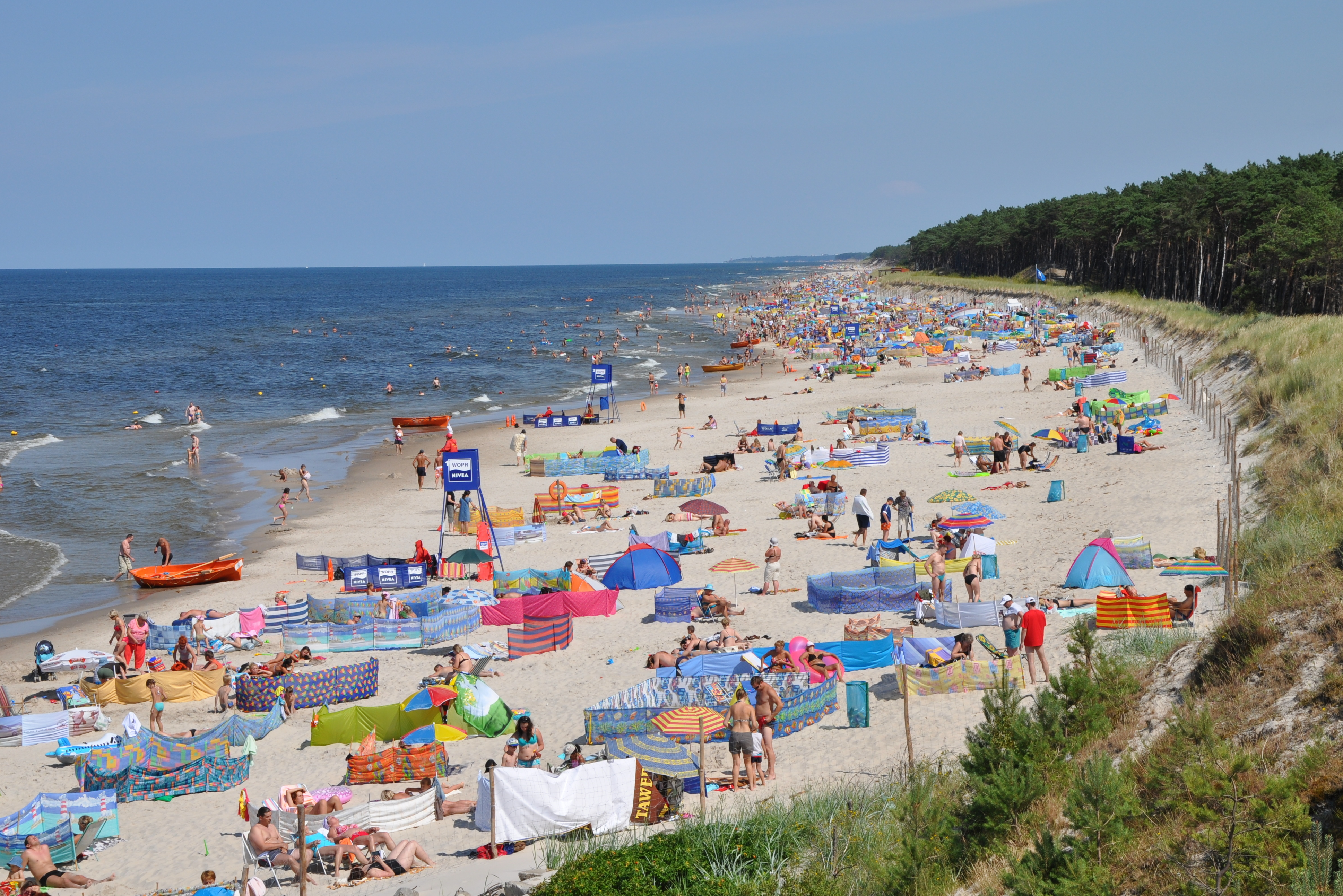
Купальня Мжежино-Схід

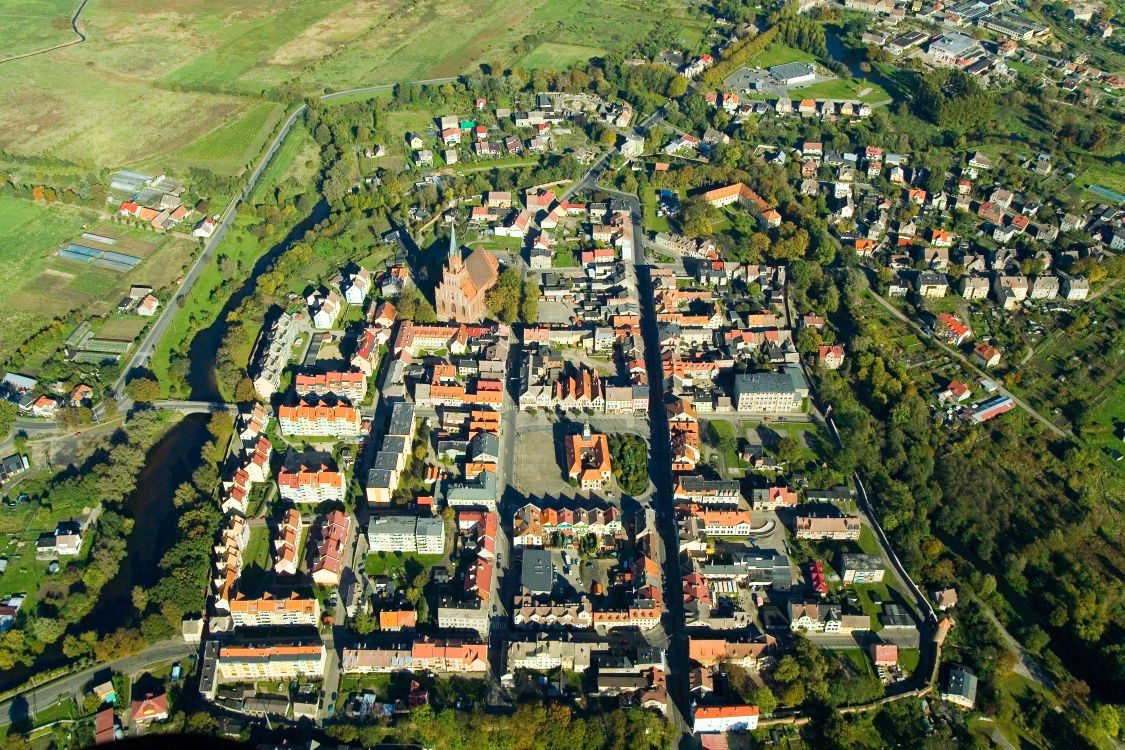
Містобудівна система Тшебятува

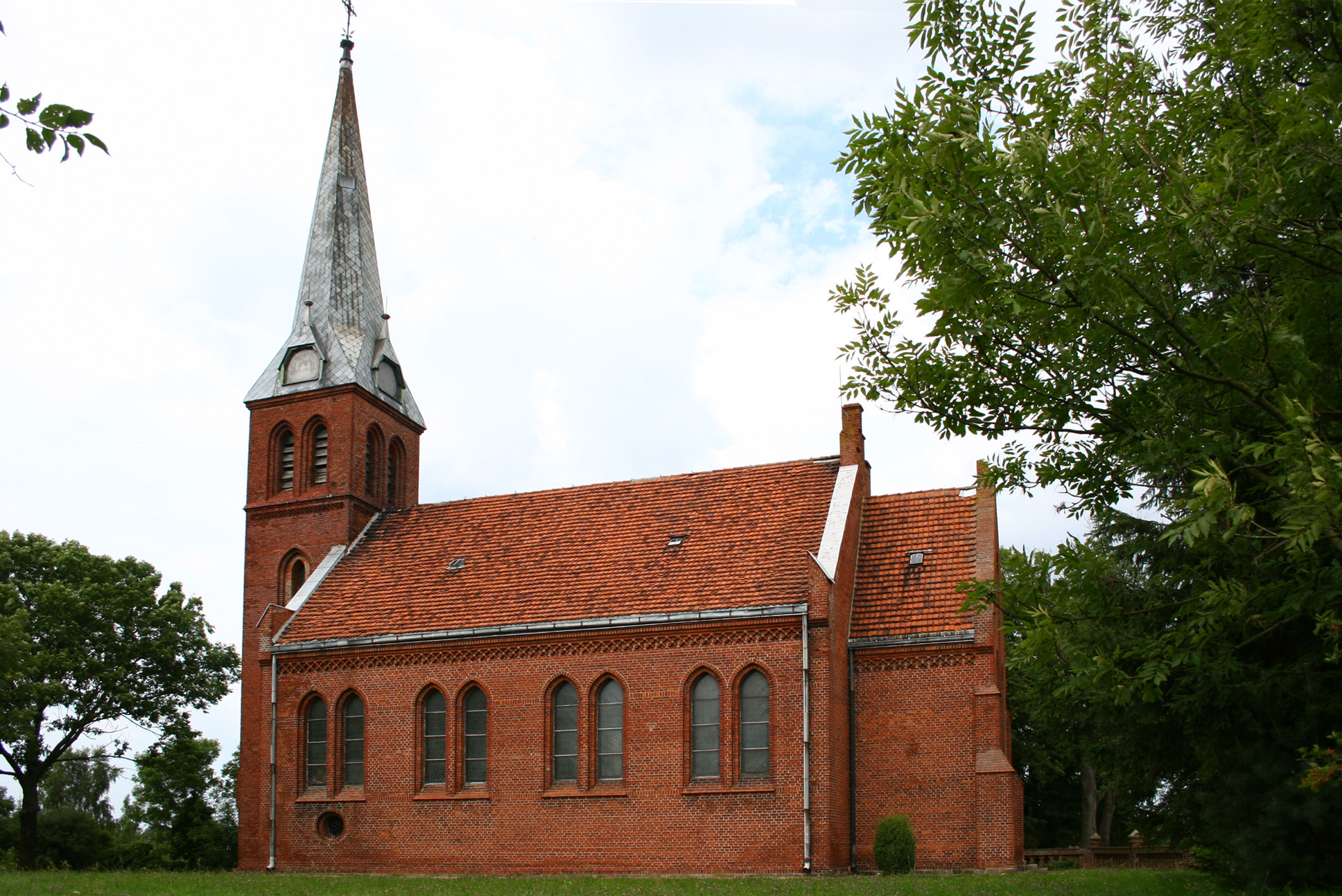
Костел у Влодарці

Головними туристичними принадами гміни є численні пам'ятки Тшебятува, а також прибережні котеджні села, Мжежино і Рогово. Крім того, в 5 невеликих селах розташовані старовинні церкви.
Туристичні переваги гміни Гшебятув: розташування біля моря і піщані пляжі, приморський клімат, приморські соснові бори, можливість вудіння в річці Резі, що протікає через гміну, та її гирлі. Рега являє собою велику водойму для риболовлі, де щорічно в березні проводяться Національні спінінгові змагання на Кубок мера Тшебятова "Морська Рега". У водах Реги переважають такі риби як: плітка, щука, морська форель, лосось атлантичний. Крім того, іншим великим місцем є озеро Ресько Приморське.
Rega використовується для сплавів на байдарках на шляху від верхньої течії річки. Однак також можна організувати сплави в нижній течії річки від Тшебятува і Клодкова.
Муніципалітет має розвинену готельною інфраструктурою в Мжечині і Рогові.
Адміністрація гміни стягує місцеву плату з туристів у населених пунктах: Тшебятув, Мжежино і Рогово.
За даними GUS, 2009 року 33 715 туристів скористалися можливостями колективного проживання, з яких 10,5% були іноземними туристами.. За даними Муніципального управління в Тшебатуві, на території гміни станом на 2001 рік було 7000 місць для ночівлі (у тому числі 22% цілорічних), з яких в літній сезон скористалося майже 40 000 відпочивальників. За інформацією GUS, станом на 2009 рік на території гміни в об'єктах колективного проживання було 4662 місць для ночівлі.
У Тшебятуві працює Клуб екскурсоводів Польського туристично-краєзнавчого товариства "Крива башта", який індивідуально і в групах об'єднує туристів в рамках організації різних форм туристичного управління. Веде роботи в області охорони природи та історичних пам'яток, обслуговування туристичного руху, організації мітингів, екскурсій, рейдів, спрямованих на пропаганду переваг регіону.

### Пам'ятки
- історичне планування в Тшебятуві
- фрагменти оборонних стін міста Тшебятува від XIII століття
- замково-палацовий комплекс XVII/XVIII ст.
- готичний Костел материнства Пресвятої діви Марії[pl] від XIV століття
- 3 старовинні дзвони в костелі святої Марії (1399, 1515, 1905 років)
- готичні каплиці в Тшебятуві
- барокове сграффіто в Тшебятуві 1635 року
- Крива башта[pl] створена на рубежі XIII і XIV століть
- Костел у Ґославі[pl] (XIII ст.)
- середньовічний костел у Садльні
- неоготичний костел у Влодарці (XIX ст.)

### Туристичні маршрути
- Приморський шлях[pl] імені Чеслава Піскорського (частина Європейського дальнього шляху Е9[en]),
- Міжнародний велосипедний шлях навколо Балтійського моря R-10[pl] – маршрут, розроблений уздовж узбережжя, тур у муніципалітеті: Рогозіна→ Садльно→ Тшебятув→ Новеліце→ Ґожислав → Роби→ Мжежино→ Рогово

Більшість велосипедних маршрутів проходить по автомобільних дорогах. Станом на 2018 рік у гміні є дві велосипедні доріжки Тшебятув-Новеліце і Мжежино-Рогово.

### Пам'ятники

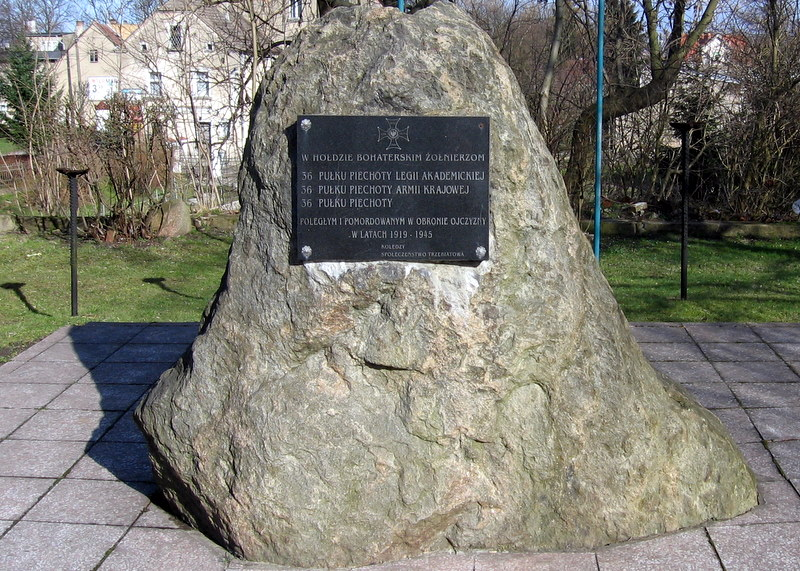
Пам'ятник на честь 36-го піхотного полку

- Пам'ятник присвячений тим, хто не повернувся з моря в Мжежині
- Пам'ятник на честь героїчних солдатів 36-го піхотного полку, полеглим і вбитим у захисті вітчизни в 1919-1945 роках
- Пам'ятник Заручин Польщі з морем[pl] у Мжежині
- Статуя папи римського Івана Павла ІІ в храмі в Тшебятуві

## Населені пункти
У гміні Тшебятув є 25 населених пунктів:
Місто
Тшебятув, яке поділяється на 9 мікрорайонів: Бялобоки, Блогечин, Яромин, Мокре, Островіце, Передмістя Грифицьке, Передмістя Колобжеське, Пшесека, Вишково.
Села
Бечино, Хоментово, Ґомбін, Ґоланьч-Поморська, Ґожислав, Ґослав, Клодково, Левиці, Мірославиці, Новелиці, Роби, Роґозіна, Садльно, Семідаржно, Тшебуш, Влево, Влодарка, Заполиці.
Поселення
Мжежино
Колонія
Рогово
Присілки, славки, колонії
Бечинко, Хелм Грифицький, Палічино, Садленко

## Адміністративний поділ
Гміна Тшебятув поділяється на 24 допоміжні адміністративні одиниці гміни (21 солтиство i 3 мікрорайони):
Солтиства (найменування статуту)
Солтиство Бечино, Солтиство Хоментово, Солтиство Ґомбін, Солтиство Ґоланьч-Поморська, Солтиство Ґоланьч-Поморська II, Солтиство Ґожислав, Солтиство Ґослав, Солтиство Клодково, Солтиство Левиці, Солтиство Мірославиці, Солтиство Мжежино, Солтиство Новелиці, Солтиство Роби, Солтиство Роґозіна, Солтиство Садльно, Солтиство Семідаржно, Солтиство Тшебуш, Солтиство Тшебуш Оседле, Солтиство Влево, Солтиство Влодарка
Оседле
Яромин (у Тшебятуві), Рогово, За Регою (в Мжежині).

## Демографія
Станом на 2008 рік житловий фонд гміни становив 5390 помешкань. Середня корисна площа квартири станом на 2008 рік становила 67,4 м.
Населення гміни становило 26,9% населення Ґрифицького повіту. Найбільшу кількість населення гміни Тшебятув (фактичне місце проживання) – 17 618 осіб, Головне статистичне управління зафіксувало 30 червня 1998 року. За останні 5 років кількість жителів зберігається на рівні 16,7–16,8 тис. осіб.
- Діаграма населення гміни в 1990-2013 роках[26]:

- Структура населення жителів гміни Тшебятув за даними на 31 грудня 2008 року[25]:

| Опис                                    | Загалом | Загалом | Жінки | Жінки | Чоловіки | Чоловіки |
| Одиниця                                 | осіб    | %       | осіб  | %     | осіб     | %        |
| Населення                               | 16 705  | 100     | 8343  | 49,94 | 8362     | 50,06    |
| Допрацездатний вік (0-17 років)         | 3413    | 20,43   | 1698  | 10,16 | 1715     | 10,27    |
| Працездатний вік (18-65 років)          | 11 122  | 66,58   | 5133  | 30,73 | 5989     | 35,85    |
| Післяпрацездатний вік (старше 65 років) | 2170    | 12,99   | 1512  | 9,05  | 658      | 3,94     |

Найбільшу вікову групу становлять жителі віком 45-54 і 15-29 років, що є доказом демографічних вибухів у тих поколіннях.
Структура віку населення муніципалітету характеризується переважанням чоловіків як працездатного віку, так і допрацездатного (вірилізація). Упродовж років збільшується також частка населення працездатного віку (57,8% на 1994 рік→ 62,9% — 2002→ 65,9% — 2006) за рахунок зменшення частки населення допрацездатного віку (30,9% на 1994 рік→ 24,8% — 2002→ 21,6% — 2006).
2002 року під час загального перепису населення з-поміж 17007 жителів гміни Тшебятув 333 особи заявили іншу національність, ніж польська. Найбільшою групою серед них були українці, яких було 282 особи, що становить 1,66% жителів. Другою групою були роми — 23  особи (0,14%).
| Меншина            | Кількість осіб | Відсоток від усього населення гміни Тшебятув | Кількість польських громадян, які заявили про вживання в побуті мови меншини | Відсоток від усього населення гміни Тшебятув |
| ------------------ | -------------- | -------------------------------------------- | ---------------------------------------------------------------------------- | -------------------------------------------- |
| Українська меншина | 278            | 1,635%                                       | 202                                                                          | 1,188%                                       |
| Ромська меншина    | 23             | 0,135%                                       | 15                                                                           | 0,088%                                       |
| Німецька меншина   | 13             | 0,076%                                       | 49                                                                           | 0,288%                                       |

На території гміни Тшебятув працюють 2 організації меншин: Соціально-культурне товариство німецької меншини, а також Об'єднання українців у Польщі (біля Тшебятува). Обидві організації мають на меті популяризацію культури та інтеграцію в суспільство.
- Піраміда віку мешканців гміни Тшебятув станом на 2014 рік[31].

## Економіка
| Тип                             | Площа [га] | %     |
| ------------------------------- | ---------- | ----- |
| Орні землі                      | 9769       | 64,85 |
| Луки                            | 4148       | 27,53 |
| Пасовища                        | 1130       | 7,50  |
| Сади                            | 18         | 0,12  |
| Сільськогосподарські угіддя (Σ) | 15 065     | 100   |

Станом на 2009 рік найбільший відсоток серед зареєстрованих суб'єктів мали компанії класифіковані у розділі торгівля; ремонт автотранспортних засобів (29,2%), а також квартирування і харчування (13,5%).
Характерною для гміни є сезонна туристична діяльність, якій сприяє приморське положення гміни Тшебятув. Літній період характеризується підвищенням кількості туристів, особливо в Мжежині і Рогові, що істотно впливає на економіку гміни. Упродовж усього 2007 року з житла в гміні Тшебятув скористалися 35,9 тис. осіб.
Основним засобом до існування в сільській місцевості є сільське господарство. Загальна площа сільськогосподарських угідь станом на 2005 рік становила 15 065 га, тобто 66,82% території гміни. Додатковою галуззю економіки є рибальство, зосереджене навколо порту в Мжежині.
У Тшебятові розташований завод, що випускає ванни, а також завод, що випускає ванни для моторних човнів. Під містом є невеликий завод по переробці деревини.
У Влодарці розташований завод, що випускає продукцію для фізіотерапії за допомогою лікувальних грязей та парафіну. У Мірославиці є частина електро-металевого заводу, що виробляє зварні сталеві та алюмінієві конструкції.
Станом на червень 2017 року в повітовому управлінні праці було зареєстровано 331 безробітних мешканців муніципалітету Тшебятув, з яких 145 сільських жителів. Рівень безробіття серед населення працездатного віку становить 3,1%.
Фінансові послуги на території гміни виконують 4 банки. Більшість банків розташовані навколо тшебятувського ринку. Виняток становить філія кооперативного банку і поштове відділення в Мжежині.
Центром торгівлі є місто Тшебятув, у якому розташовані більшість магазинів та закладів сфери послуг, зібрані навколо Старого Міста, а також ринок, розташований при міський фарі. У Тшебятуві є 3 АЗС і 2 дискаунтери. У літній період відкривається велика кількість магазинів, ресторанів і підприємств побутового обслуговування в Мжежині.
Кількість зареєстрованих безробітних (жителів гміни Тшебятув) станом на 2016 рік:

## Сполучення
| Дорога (старий №) | Шлях                                               |
| ----------------- | -------------------------------------------------- |
| № 0117Z (41 154)  | Рогозіна – Садльно – Садленко                      |
| № 0123Z (41 162)  | Новеліце – Гожислав – Бечино                       |
| № 0124Z (41 163)  | Гожислав – Роби                                    |
| № 0125Z (41 164)  | Тшебятув – Мірославіце – Левіце – Даржево          |
| № 0126Z (41 165)  | Мірославіце – Гомбін – Бройце                      |
| № 0128Z (41 167)  | Яромин – Семідаржно – Палічино                     |
| № 0130Z (41 169)  | Ґоланьч-Поморська – Гослав                         |
| № 0132Z (41 171)  | Садльно – Хоментово                                |
| № 0139Z (41 184)  | Бечинко – Бечино – Роби – Мжежино                  |
| № 0152Z           | від DW109 у Мжежині – Рогово – Джвіжино (№ 17-101) |

### Дорожній транспорт
Автомобільний рух фокусується на трьох воєводських дорогах, що проходять через гміну:
- 102 з Реваля через Тшебятув і Ґоланьч-Поморську до Колобжега
- 103 з Тшебятува до Камень-Поморского
- 109 з Мжежина через Тшебуш, Новеліце, Тшебятув, Клодково до Грифіце і Плотів

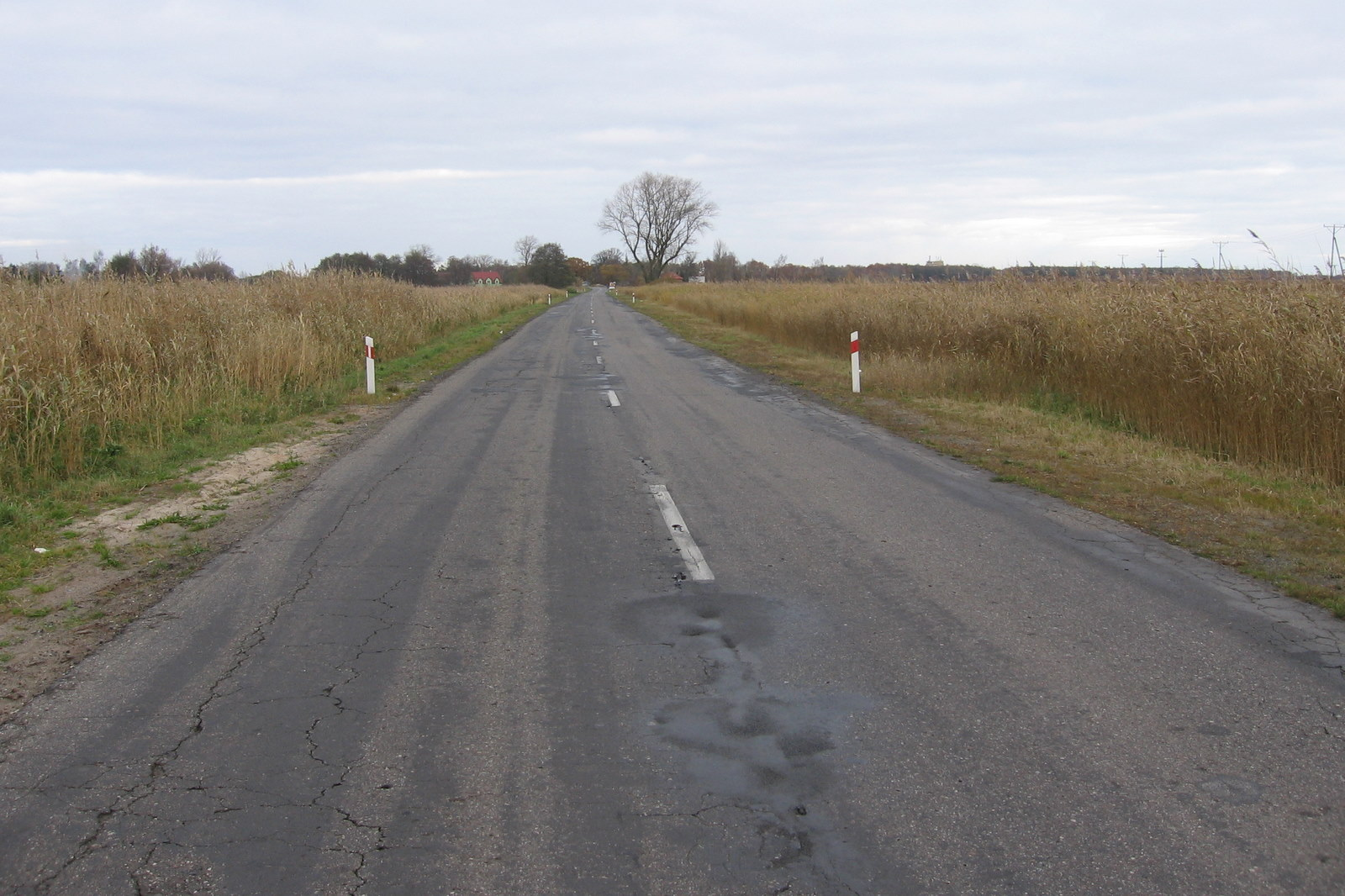
Воєводська дорога № 109

В літній період збільшується інтенсивність руху на дорогах приморського поясу, а регіональні перевізники збільшують кількість ліній, що з'єднують прибережні міста з Тшебятувом і Колобжегом.

### Залізничне сполучення

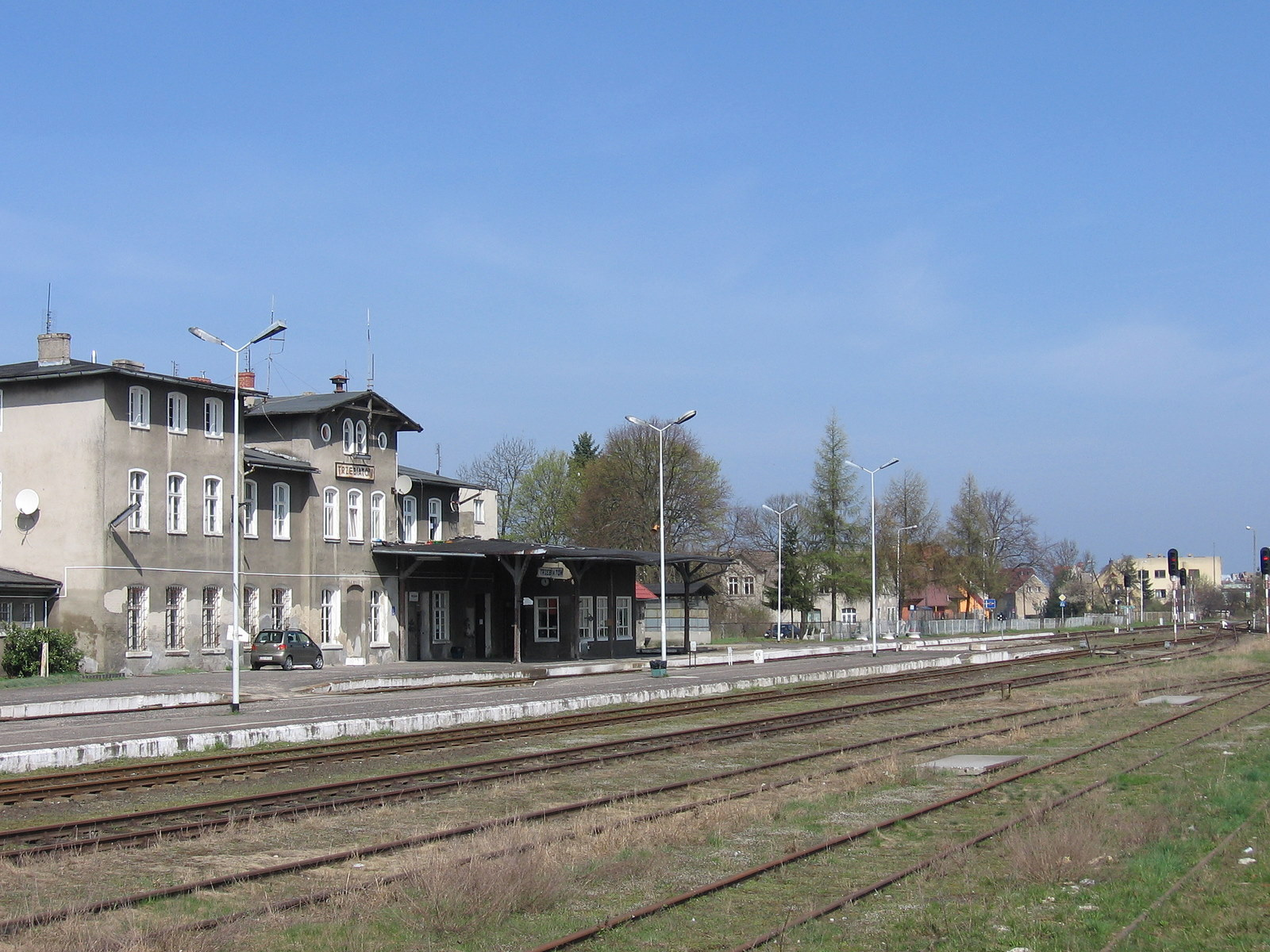
Залізнична станція Тшебятув (залізнична станція)

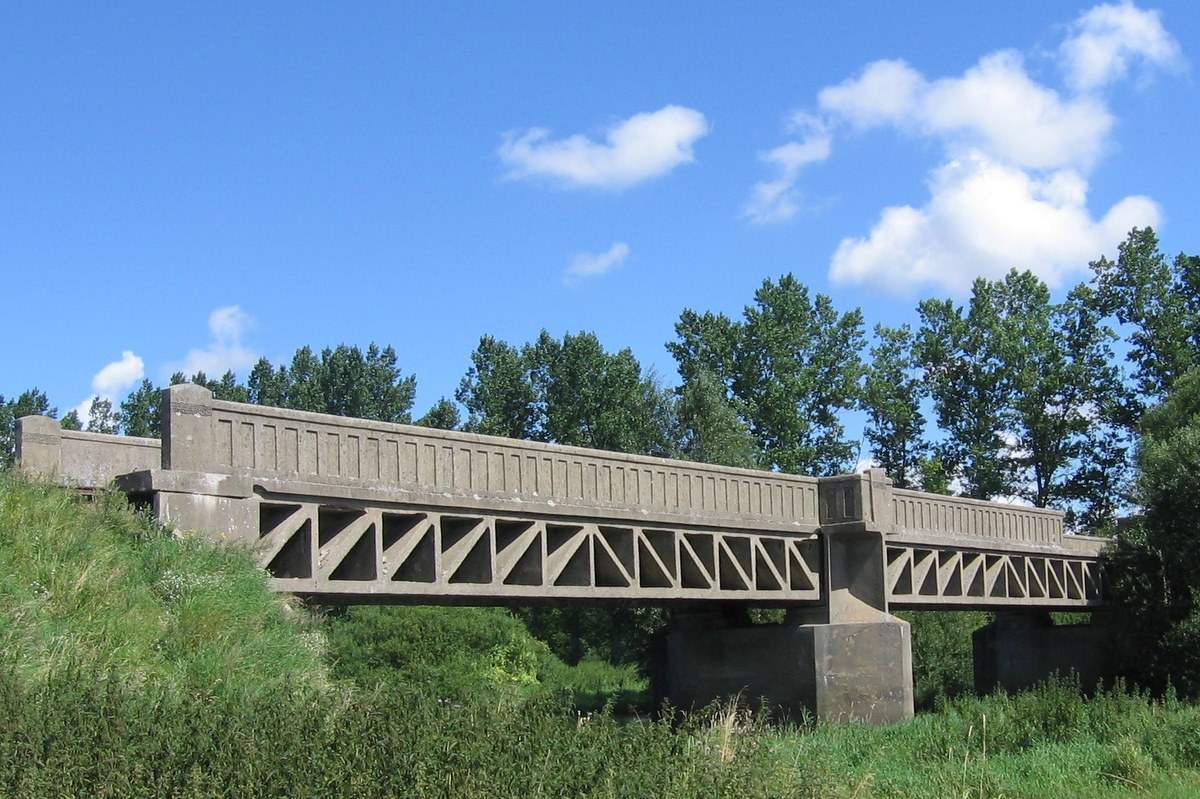
Неактивний вузькоколійний залізничний міст поблизу міста Новеліце на лінії до Погожеліце

У гміні працює залізнична станція Тшебятув і два зупинних пункти Бечино Поморське і Ґомбін. Через неї проходить залізнична лінія Кошалін – Голенюв, по якій їздять автомотриси управління маршалка Західнопоморського воєводства за маршрутом Щецин-Головний – Колобжег.
Історія колій
Тшебятув отримав залізничне сполучення в 1882 році після підключення Голенюва через Грифіце з Колобжегом. 1906 року до міста провели лінію з Каменя-Поморського, яку розібрали в 1945 році. 1907 року відкрили лінію вузькоколійної залізниці (ширина колії на всіх ділянках: 1000 мм) від Даргослав. 1912 року побудували лінію через Роби до Мжежина, а пізніше до Кемпи Приморської (нинішні околиці села Рогово). У 1913 році відкрили лінію до Нехоже. Дата розбирання лінії до Кемпи Приморської не відома. 1961 року лінію до Мжежина закрили, а потім розібрали. У 1991 році закрили лінію Ларгослав – Тшебятув Вузькоколійний, а 1999 року Тшебятув Вузькоколійний – Погожелиця Грифицька.

### Пошта
На території гміни розташовані 4 поштові відділення. У Тшебятуві на ринку (72-320 Тшебятув над Регою 1) на території військової частини (72-321, філія UP Грифіце 1), залізнична в Мжежині (72-330 Мжежино Грифицьке 1), а також поштове агентство в Ґоланьч-Поморській (72-320, раніше Тшебятув над Регою 3). Три села: Рогозіна, Садльно, Заполіце підтримуються філією UP Грифіце 1 в Нехоже (72-350) за межами гміни. Статус поштового відділення на території гміни має лише Тшебятув над Регою 1, а також тільки в літній сезон Мжежино Грифицьке 1.

### Морське сполучення

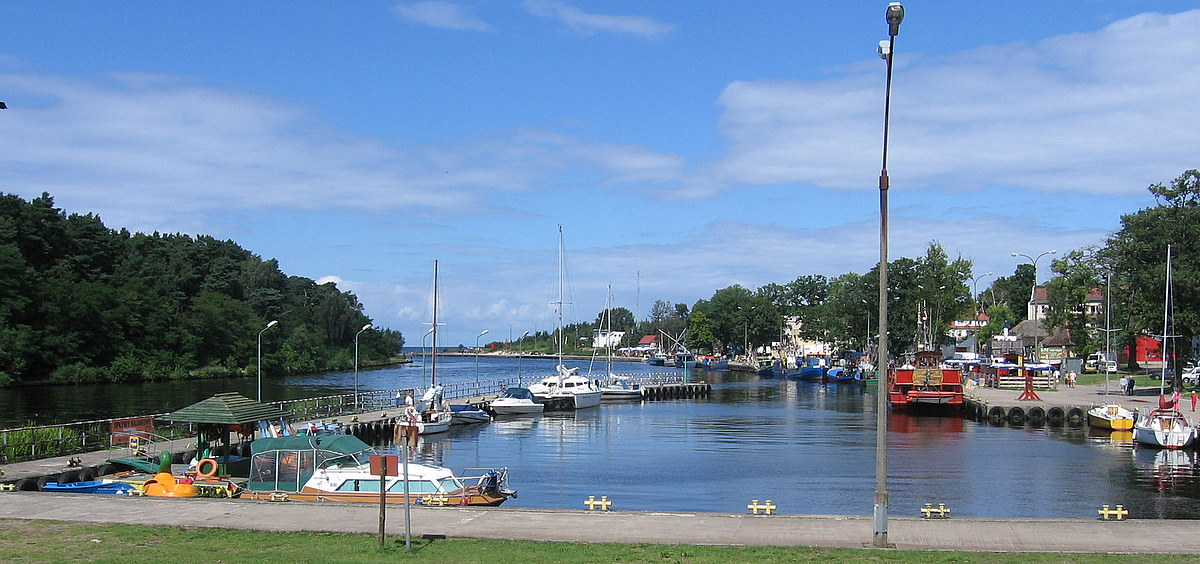
Яхтова пристань порту Мжежино

Роль центру управління морським сполученням на території гміни станом на 2018 рік виконує морський порт у Мжежині, розташований за 18 км на захід від порту Колобжег. Є одним з найменших портів, доступних для баластних яхт. Власником порту є гміна Тшебятув, яка для управління ним створила підрозділ Правління морського порту "Мжежино". Він займається модернізацією, підтримкою навколопортової інфраструктури і просуванням порту. Боцманат порту наглядає за рухом суден та безпекою судноплавства. Морське Відомство в Щецині відповідає за інфраструктуру, що забезпечує доступ до порту відповідає .
До порту можуть заходити судна з осадкою до 2 метрів. Яхтова пристань у Мжежині може вмістити до 40 яхт.
Порт у Мжежині має статус Морського прикордонно-пропускного пункту Мжежино, який включає вантажні перевезення на риболовецьких суднах польської приналежності. Він виконує прикордонні та митні процедури Прикордонної служби Польщі з Реваля.

## Технічна інфраструктура

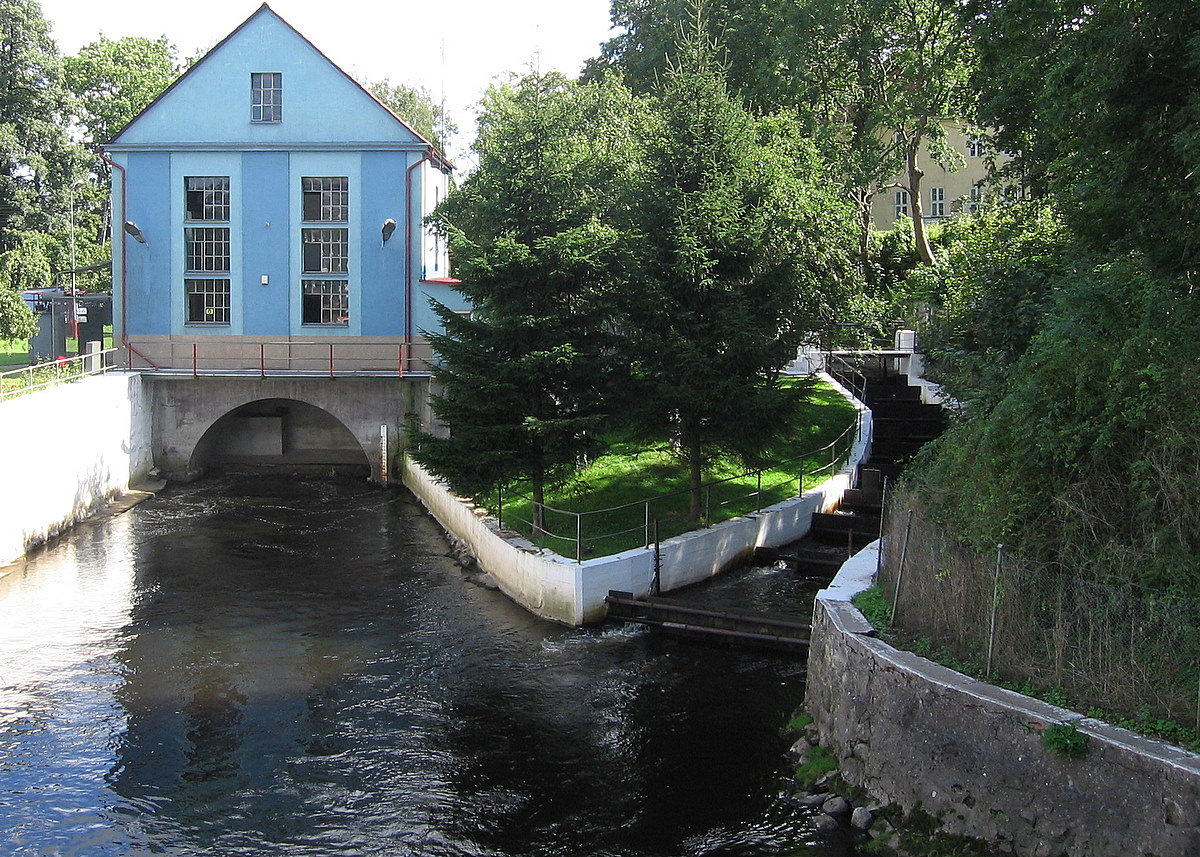
Гідроелектростанція в Тшебятуві

На території гміни працюють дві малі гідроелектростанції, обидві розташовані на річці Резі – першу побудовано в 1926-1927 роках. До сьогодні збереглася в дуже доброму стані (запис у реєстрі пам'яток). У грудні 2001 року здано в експлуатацію нову електростанцію EW Trzebiatów II, яка повністю автоматизована. Обидві належать до Групи гідроелектростанцій в Плотах (компанія Enea SA).
У Тшебятуві на вулиці Водній є ретрансляційна телевізійна станція потужністю 300 вт, яка передає сигнал TVP3 Щецин. Інші канали жителі отримують, зокрема, з Грифіча, Колобжега і Славобожа.
Гміна Тшебятув не має організованої системи постачання теплової енергії – опалення житлових приміщень і комунальних послуг здійснюється за допомогою індивідуальних термічних печей і котелень.

### Газова мережа
Гміна Тшебятув живиться від газопроводу високого тиску Голенюв – Ґожислав, яким передається високометановий природний газ. До Мжечина газ підводиться газопроводом високого тиску Ґожислав – Мжежино (збагачений азотом природний газ). У Ґожиславі розташована шахта і мішальня газу, що належать компанії PGNiG. З Ґожислава також йде газопровід високого тиску в напрямку Колобжега.
На території гміни газифікаційними проводами покриті населені пункти: Мірославіце, Мжежино, Новеліце, Рогово, Тшебуш Оседле і місто Тшебятув. Газ розподіляється по мережах низького і середнього тиску. Станом на 2005 рік споживачами газу були 3488 домашніх господарств, у яких проживало 10827 жителів. Населені пункти, не охоплені газифікаційними проводами, забезпечується скрапленим газом в 11-кілограмових балонах.

### Житлово-комунальне господарство
| Водозабори             | Покриті населені пункти                                                                         | Управління                                                                                |
| ---------------------- | ----------------------------------------------------------------------------------------------- | ----------------------------------------------------------------------------------------- |
| Тшебятув               | Тшебятув, Хелм Грифицький, Гомбін, Мірославіце, Рогозіна, Влодарка, Садльно, Садленко, Заполіце | ZWiK Trzebiatów sp. z o.o.                                                                |
| Мжежино                | Мжежино, Рогово                                                                                 | ZWiK Trzebiatów sp. z o.o.                                                                |
| Новеліце               | Новеліце, Тшебуш                                                                                | ZWiK Trzebiatów sp. z o.o.                                                                |
| Робі                   | Роби, Бечинко, Бечино, Гожислав                                                                 | ZWiK Trzebiatów sp. z o.o.                                                                |
| Хоментово              | Хоментово                                                                                       | ZWiK Trzebiatów sp. z o.o.                                                                |
| Клодково               | Клодково, Влево                                                                                 | ZWiK Trzebiatów sp. z o.o.                                                                |
| Гослав-Ґоланьч         | Ґоланьч-Поморська, Гослав, Палічино, Семідаржно                                                 | ZWiK Trzebiatów sp. z o.o.                                                                |
| Даржево (Гміна Бройце) | Левіце                                                                                          | ZWiK Trzebiatów sp. z o.o., вода з відбору в Darzewie експлуатується через PUWiS Nowogard |

Колективним водопостачанням та відведенням стічних вод у муніципалітеті займається Підприємство водопроводів і каналізації Trzebiatów sp. z o.o., яке 2007 року перетворилось з бюджетного підприємства на житлово-комунальну компанію. Станом на 2010 рік протяжність робочої водопровідної мережі становила 130 км, мережі каналізації 70 км, мережі зливової каналізації 7 км..
На території муніципалітету розташовані 7 водозаборів (Хоментово, Гослав, Мжежино, Новеліце, Роби, Тшебятув, Клодково), у яких водні ресурси є набагато більшими від поточного споживання.
1995 року між Тшебятувим і Хелмом Грифіцьким введено в експлуатацію сучасні очисні споруди з механічною та біологічною очисткою з проектною продуктивністю 6100 м3/добу, що значно покращило стан чистоти Реги. Станція використовує повною мірою свої можливості, хоча і не всі населені пункти підключені до каналізації, але прийняті стічні води з відстійників доставляються на зливну станцію і потім очищаються. До очисних споруд підключені такі населені пункти: Тшебятув, Мжежино, Рогово, Тшебуш Оседле, Новеліце, Мірославіце, Яромін. Нині в гміні реалізуються інвестиції на суму 22 млн злотих за підтримки фондів ЄС, що надходять з POIŚ, під назвою "комплексне приведення в порядок утилізації стічних вод на території Тшебятува", яка дозволить закінчити каналізацію Тшебятува і побудувати сучасний компостувальний завод при очисних спорудах.
В інших населених пунктах стічні води направляються в місцеві або присадибні відстійники.
У сфері нагляду за підтриманням чистоти і порядку в гміні, освітлення громадських місць і т. д. займається покликана до того Рада муніципальних доріг і житлово-комунального господарства (ZDGiGK). Відповідно до закону гміна здійснює сортування відходів. У всіх селах і дільницях є контейнери для пластику, скла, макулатури. Контейнери для використаних батарейок розташовані у всіх школах гміни і в офісі Міського управління в Тшебятуві (Точка обслуговування відвідувачів).

## Культура і спорт

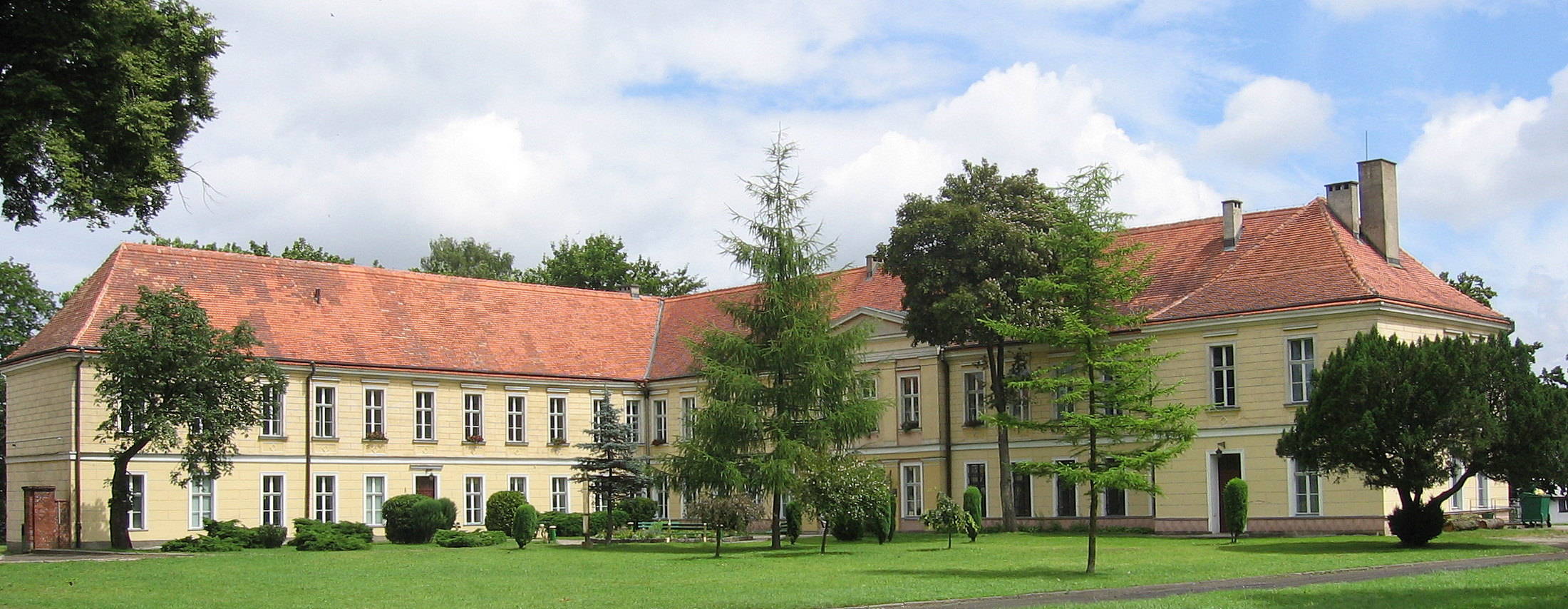
Палац у Тшебятуві

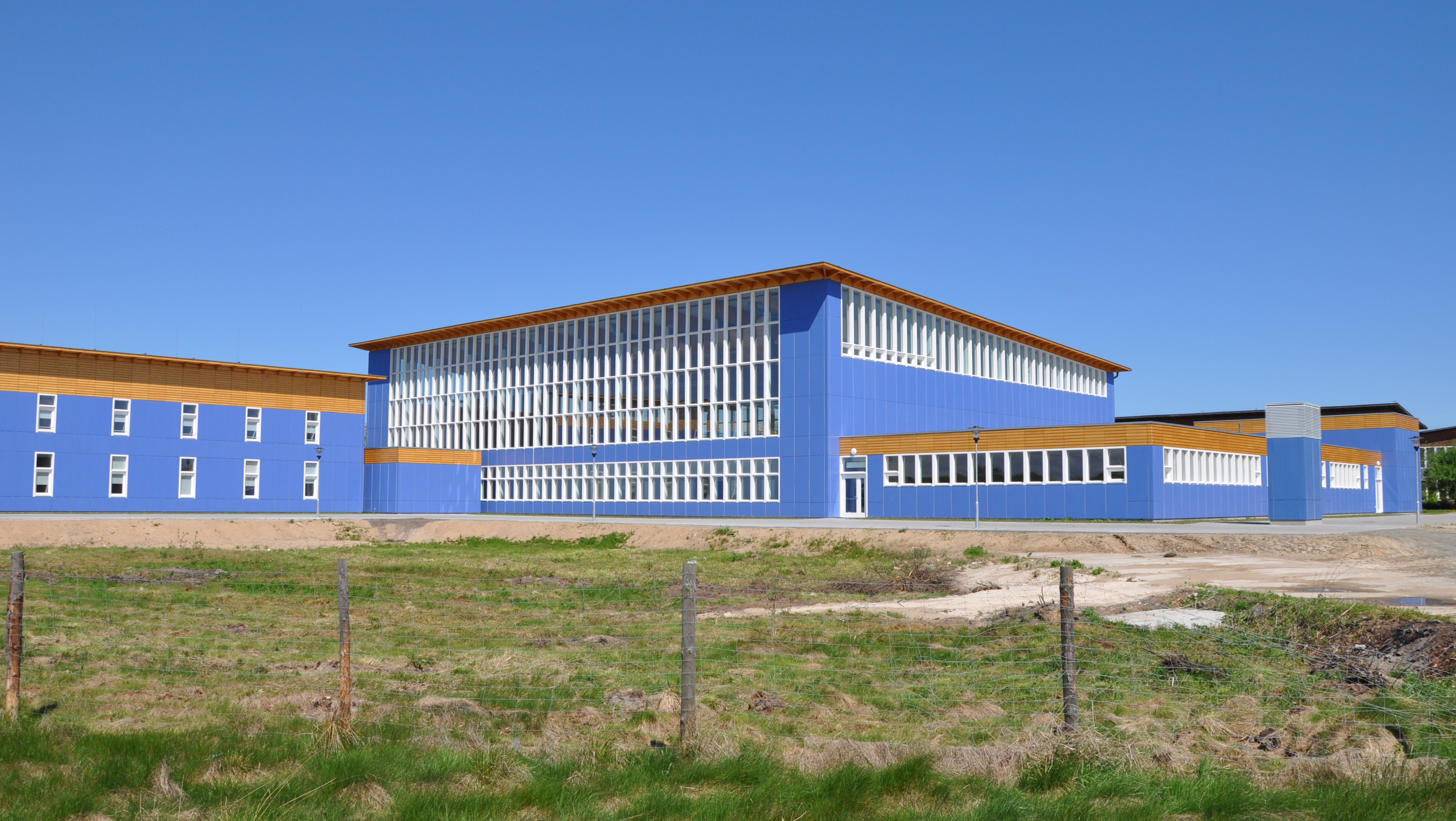
Спортивний зал у Мжежині

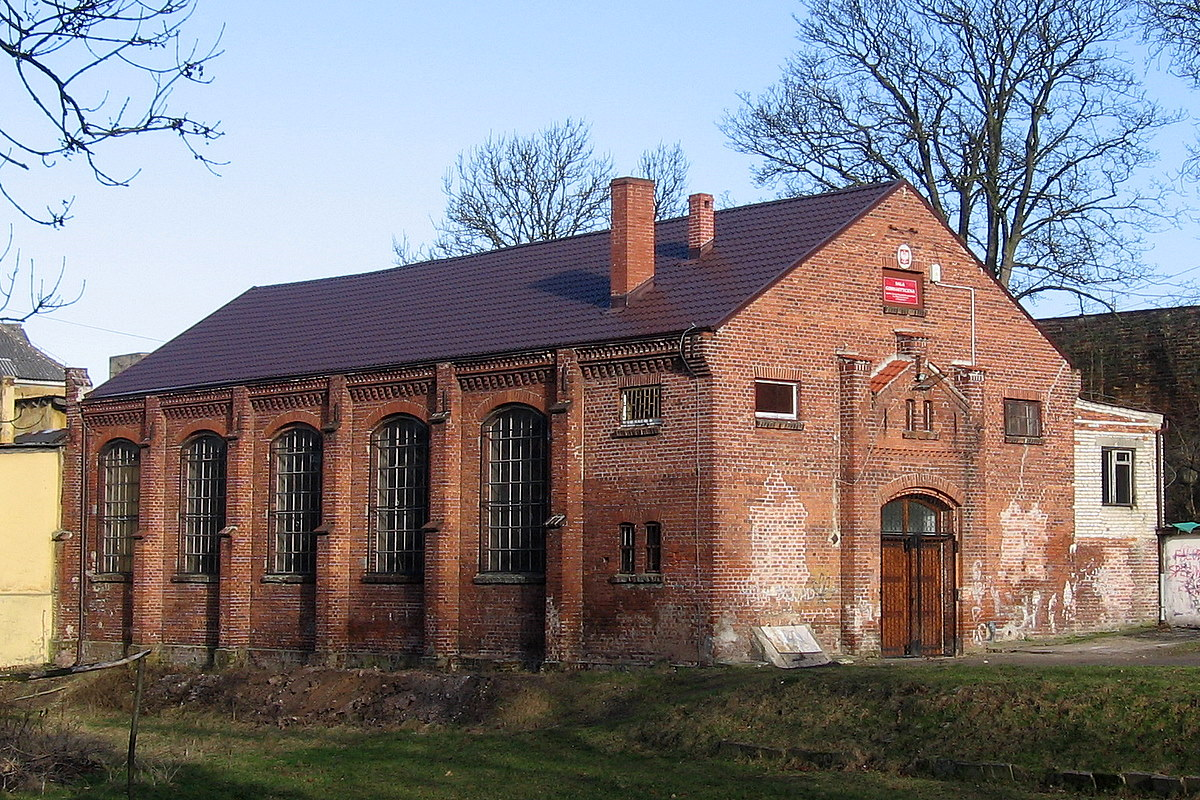
Гімнастична зала Групи старших шкіл у Тшебятуві

Більша частина культурної діяльності зосереджена в Тшебятувському центрі культури. Він розташований у палаці разом з Публічною бібліотекою імені Марії Віртемберської з Чарторийських. До організацій поширення культури належить також гарнізонний клуб тшебятувської військової частини.
Крім повітових газет, на території гмінити поширюється також раз на два тижні "Куліси тшебятувські".
Стадіон ГКС Тшебятув на вулиці Загорській у Тшебятуві це штаб-квартира футбольного клубу Рега Тшебятув, а також місце спортивних і культурних заходів. У Мжежині є два місцевих футбольних поля. У школах працюють також учнівські спортивні клуби.
У Новеліце є кінний завод, при якому діє вершницький спортивний клуб "Дракон" з секціями футболу та верхової їзди. Від 1999 року працює також флорбольний клуб MLUKS "Jedynka Trzebiatów".
У Влево розташована спортивно-селекційна стайня, у якій функціює Кінний спортивний клуб "Agro-Pol" з 4 спортсменами.
Під Тшебятовим є стрільбище, на якому проводяться змагання з мисливської стрільби на Кубок мера Тшебятова. Турнір проходить під егідою Польського мисливського союзу, який діє на території гміни.

### Культурні та спортивні події
Список щорічних заходів, що проводяться на території гміни Тшебятув:
- Дні Тшебятува – Свято Каші (липень)
- Фестиваль морської музики "Солона вода" в Мжежині (липень)
- Міжнародні Змагання кінних пожежних бригад у Тшебятуві
- Мінімарафон "Тшебятувська десятка" (травень/червень)
- Свято Отто Бамбергського (вересень)
- Тшебятувські зустрічі культур "Сусіди" (польсько-німецько-український фольклорний вестиваль) У Тшебятуві
- Велосипедна гонка "Балтика – Карконоше"[pl] (червень)
- Спінінгові змагання "Морська Рега" (березень)
- Музичний фестиваль Раптом над Морем / Plötzlich am Meer (серпень)[57]

## Релігійні громади

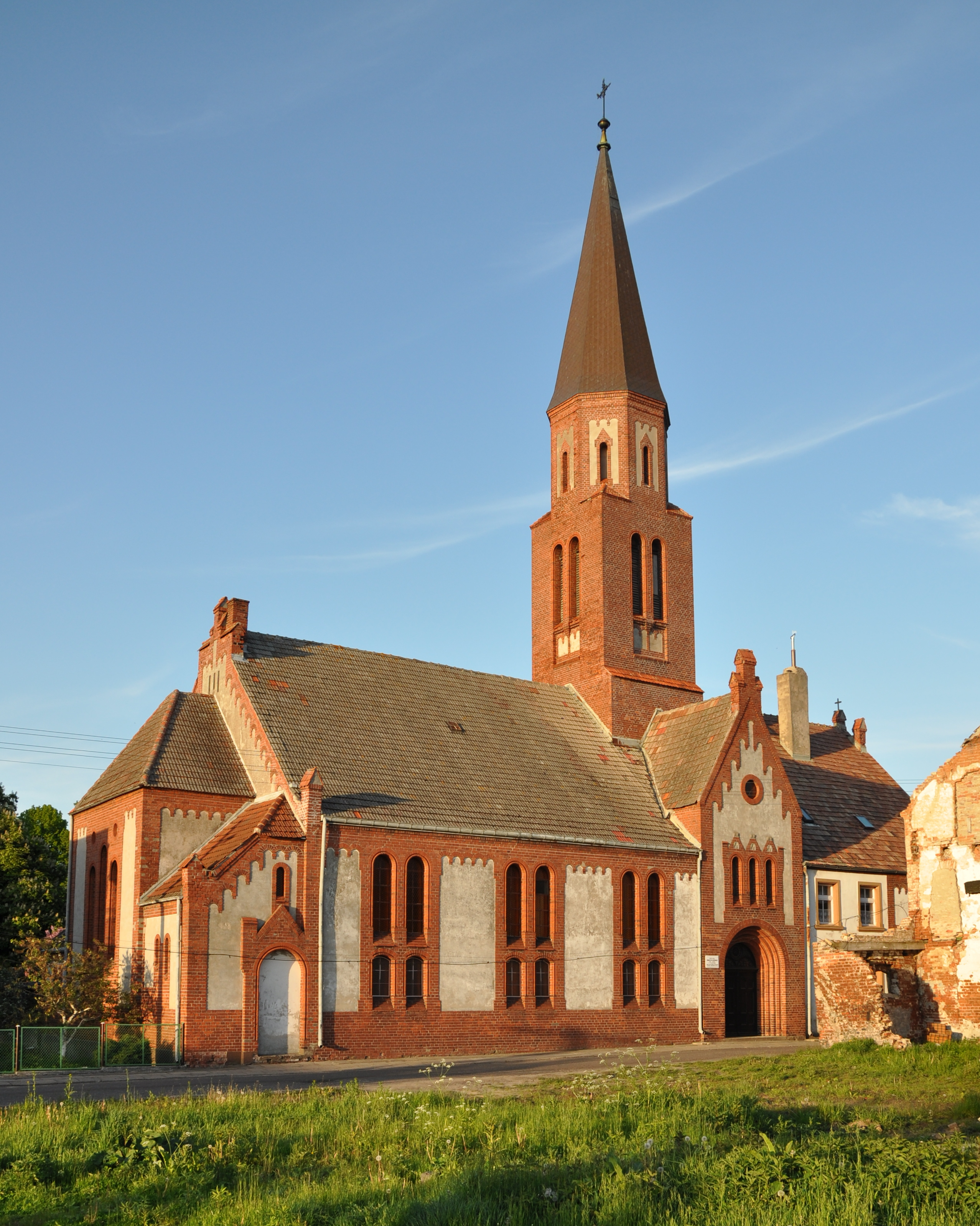
Філійна євангелістська церква в Тшебятуві

На території гміни діють чотири римо-католицьких парафії (Парафія Христа Короля в Гославі, Парафія святих апостолів Петра і Павла в Мжежині, Парафія материнства пресвятої діви Марії в Тшебятуві, крім того такі населені пункти, як Садльно і Клодково належать до двох парафій з центрами в сусідніх гмінах. У Тшебятуві є святилище Марії від XIV століття, яке також є центром деканату Тшебятув (Архідієцезія Щецинсько-Каменська).
В місті є греко-католицька каплиця святої Гертруди, лютеранська церква святого Іоанна і Церква Святого Духа Польської православної церкви. У Тшебятуві також існує громада Свідків Єгови.

## Освіта

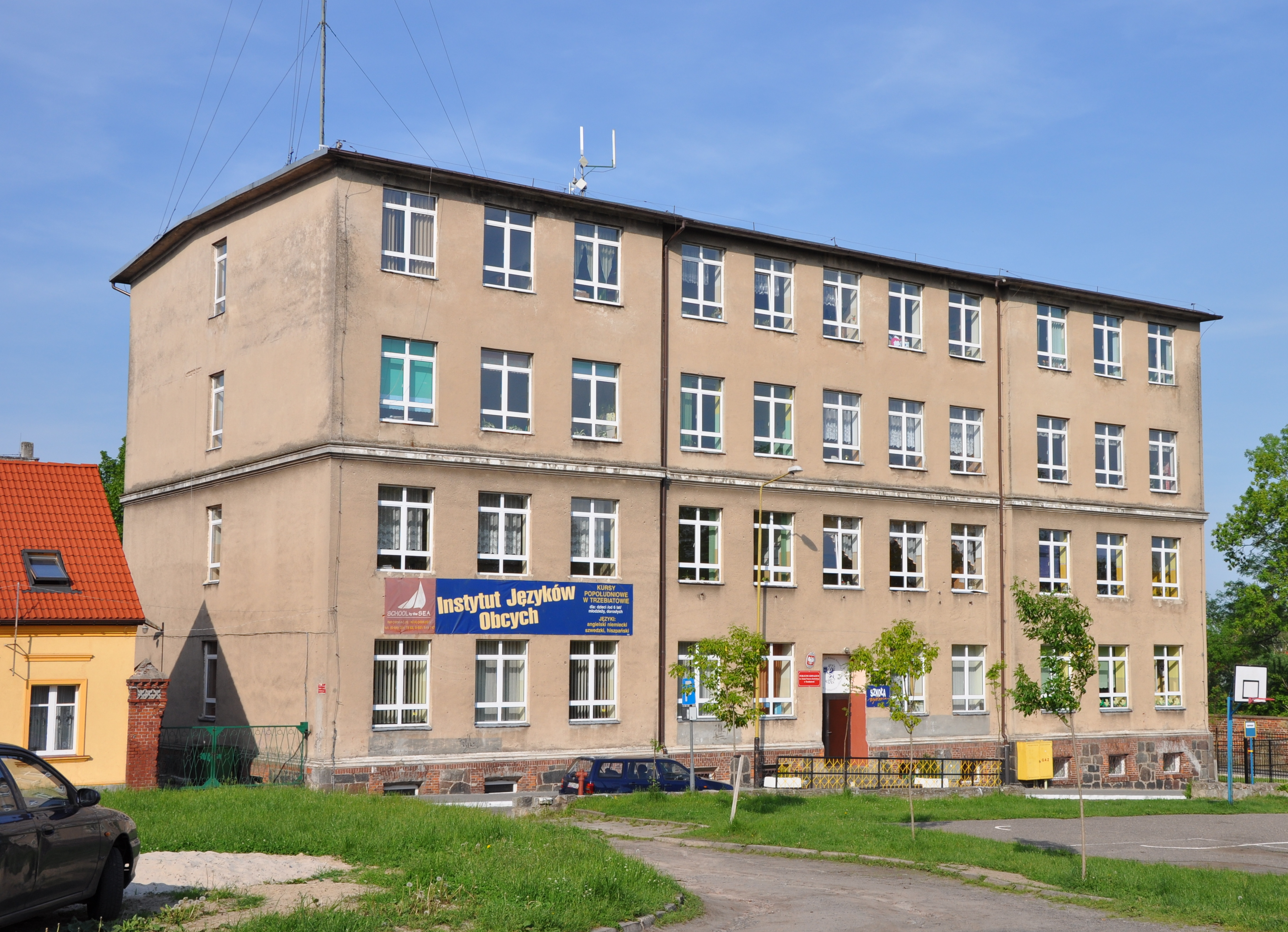
Державна гімназія імені Князів Західної Померанії в Тшебятуві

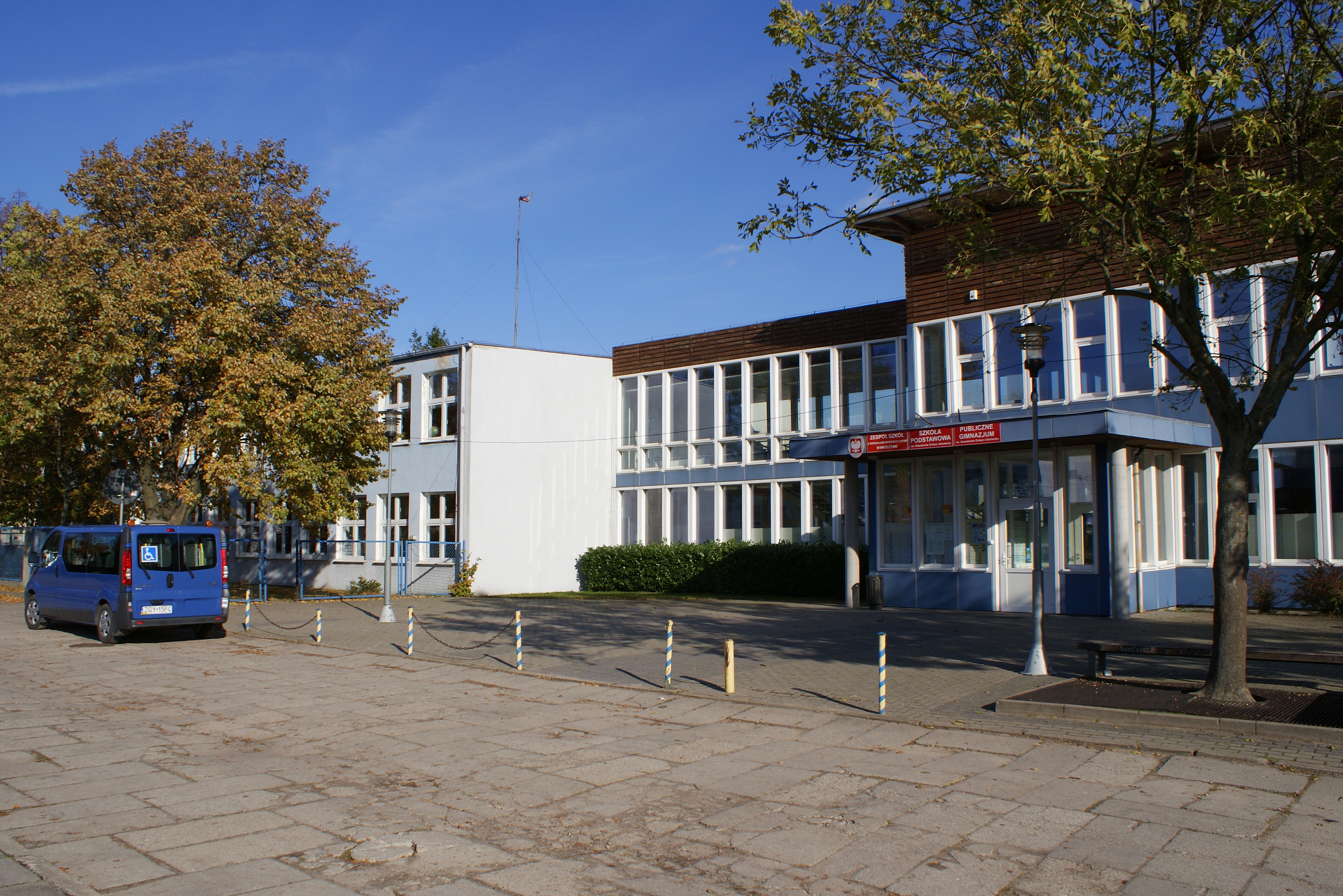
Група Шкіл імені кавалерів Ордену усмішки в Мжежині

На території гміни у 2006 році вчилося 1199 дітей у початкових школах і 677 учнів у двох гімназіях. У старших школах навчалося 174 студентів основних професійно-технічних училищ, 170 учнів профільних ліцеїв, 137 учнів загальноосвітніх ліцеїв, 100 учнів ліцеїв для дорослих.
Дошкільне виховання забезпечують 3 державні дитячі садки (два в Тшебятуві і один у Мжежині).
Гімназія в Тшебятуві розташована в будинку, побудованому 1858 року в неоренесансному стилі.
Група шкіл у Мжежині розташована в новому великому будинку, побудованому 2000 року, а також у старому будинку, збудованому в 1965 році, у якому початкова школа мала назву імені 1000-ліття Польської Держави.
Дитячі садки:
- Громадський дитячий садок імені Слона над Регою в Тшебятуві[60]
  - Філія в Тшебятуві[uwaga 1]
  - Філія в Мжежині

Початкові школи:
- Початкова школа № 1 ім. Яна Кохановського в  Тшебятуві
- Школа № 2 ім. 1-ї армії Війська Польського в Тшебятуві
- Група шкіл з інтеграційними філіями імені Кавалерів Ордену Усмішки в Мжежині

Середні школи:
- Державні гімназії імені князів Західної Померанії в Тшебятуві
- Державні uімназії при група шкіл імені Кавалерів Ордену Усмішки в Мжежині

Старші школи:
- Центр професійної освіти в Тшебятуві (WZDZ Щецін)
  - Основна професійна школа
- Група старших шкіл імені Збіґнєва Герберта в Trzebiatowie
  - Загальноосвітній ліцей
  - І профільний ліцей
  - Професійний технікум
  - Основна професійна школа
  - Додатковий загальноосвітній ліцей

## Соціальна робота і охорона здоров'я
Головним центром охорони здоров'я є Тшебятув, де розташована дільнична лікарня, а також декілька інших закладів охорони здоров'я. Крім того, у Мжежині є поліклініка 117 Військового шпиталю в Колобжегу. У Тшебятуві працюють 3 аптеки, а в Мжежині аптечний пункт. На території гміни працює служба швидкої допомоги, яка дислокується в Тшебятуві. Гміна має зручне шляхове сполучення з воєводськими лікарнями в Грифічах і Колобжегу.
У Тшебятуві є гмінний будинок соціальної допомоги, основними завданнями якого є надання житла, харчування, одягу, допомоги для осіб, які потребують опікунських послуг. Станом на 2006 рік цей заклад мав 22 місця, з яких скористалося 14 осіб.

## Безпека
Влада гміни і служба охорони порядку ввели районну програму підвищення безпеки та громадського порядку в Тшебятуві, метою якої є взаємодія всіх органів та установ, що відповідають за громадську безпеку. У рамках програми "Безпечне місто Тшебятув" Комісаріат поліції в Тшебятуві співпрацює з муніципальною поліцією, військовою жандармерією та прикордонною охороною з Реваля. У літній сезон відкривається також поліцейська дільниця в Мжежині. Гміна лежить у прикордонній зоні.

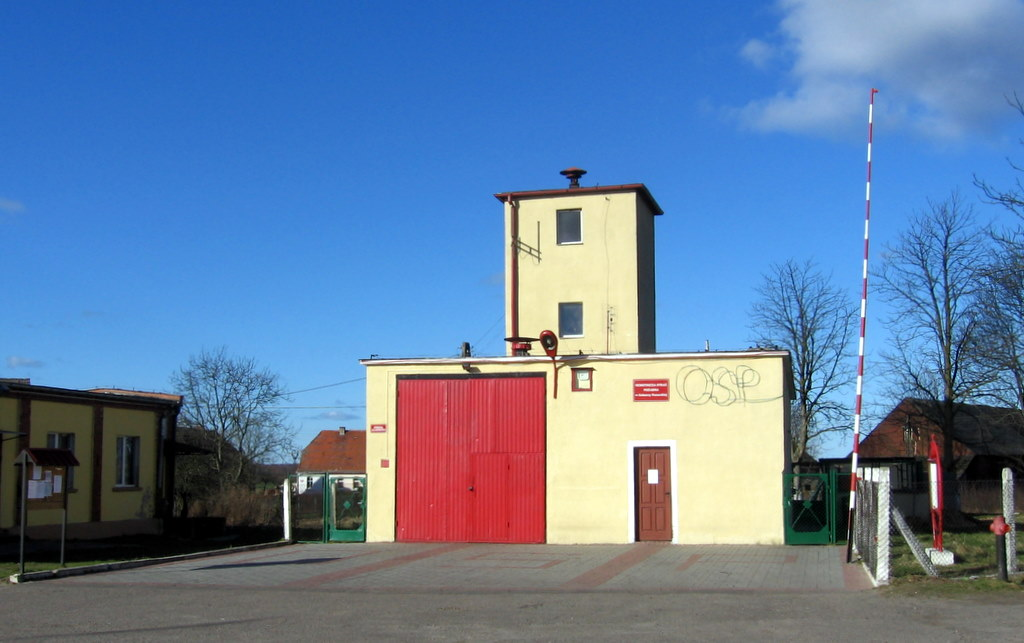
Добровільна пожежна бригада в Ґоланьч-Поморській

Вже кілька років у першу неділю липня в мжежинському порту відбувається освітній фестиваль "Безпечна вода" – зорієнтований переважно на дітей і підлітків, метою якого є засвоєння правил безпечного відпочинку на воді, безпеки в повсякденному житті і правил надання першої допомоги у надзвичайних ситуаціях. У святі беруть участь представники всіх силових структур, а також Грифіцького лісництва, Моррського управління в Щецині і санітарної інспекції.
Пожежна охорона
На території гміни працюють 3 добровільні пожежні бригади (Голанч Поморська, Мжежино, Тшебятув), а також військова пожежна команда в Тшебятуві. В деяких випадках допомагає також Державна пожежна охорона в Грифіці. З квітня 2006 року в добровільній пожежній бригаді Тшебятув працює також секція підводного плавання.
Військові частина: 
- 3 батальйони 7-ї приморської бригади оборони узбережжя[pl] (JW 1872 в Тшебятуві)
- 36-й дивізіон ракетної повітряної оборони (3 БРПО)[pl] (у Мжежині)

## Політика і адміністрація

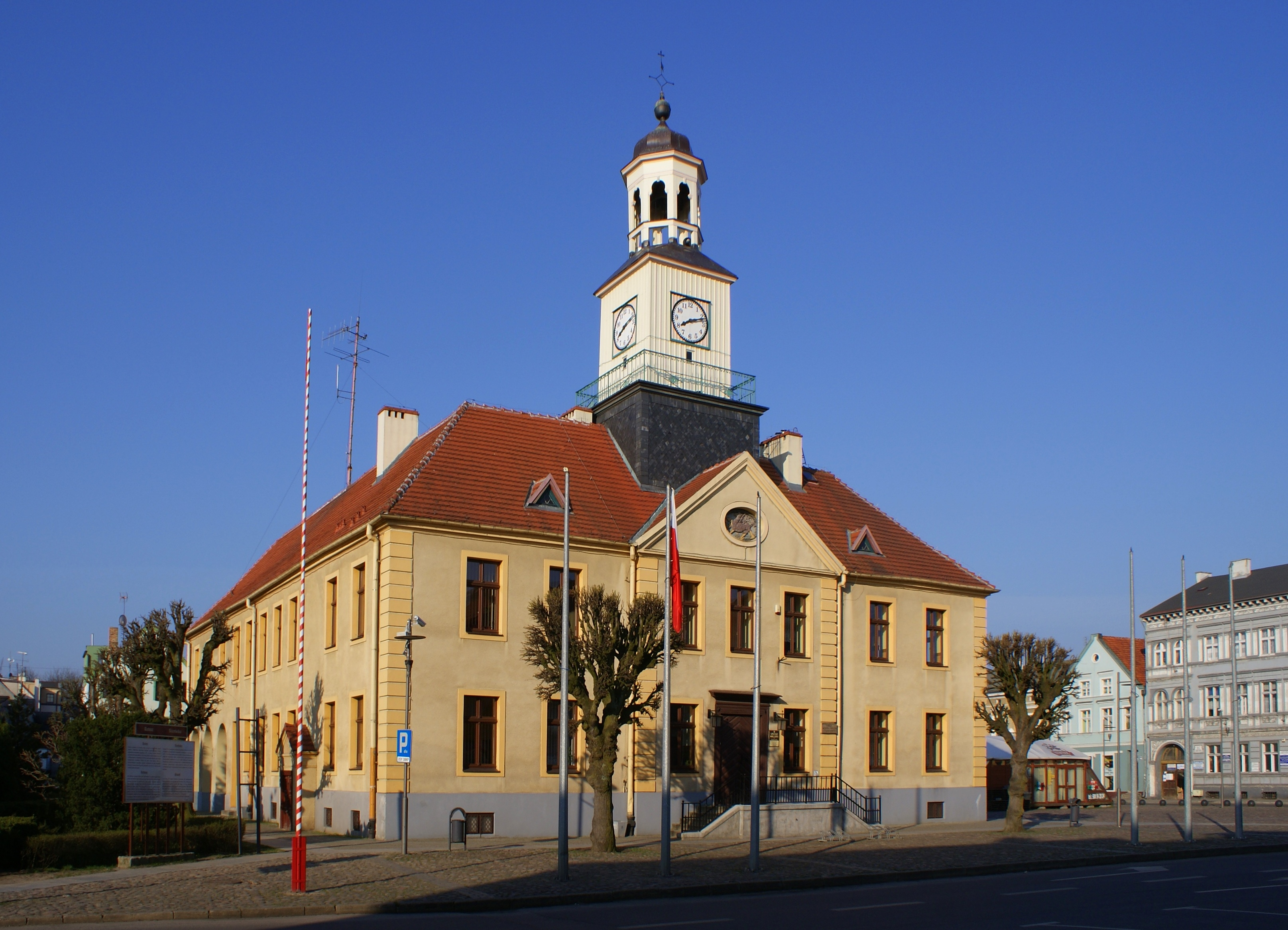
Ратуша в Тшебятуві – будинок міського управління в Тшебятуві

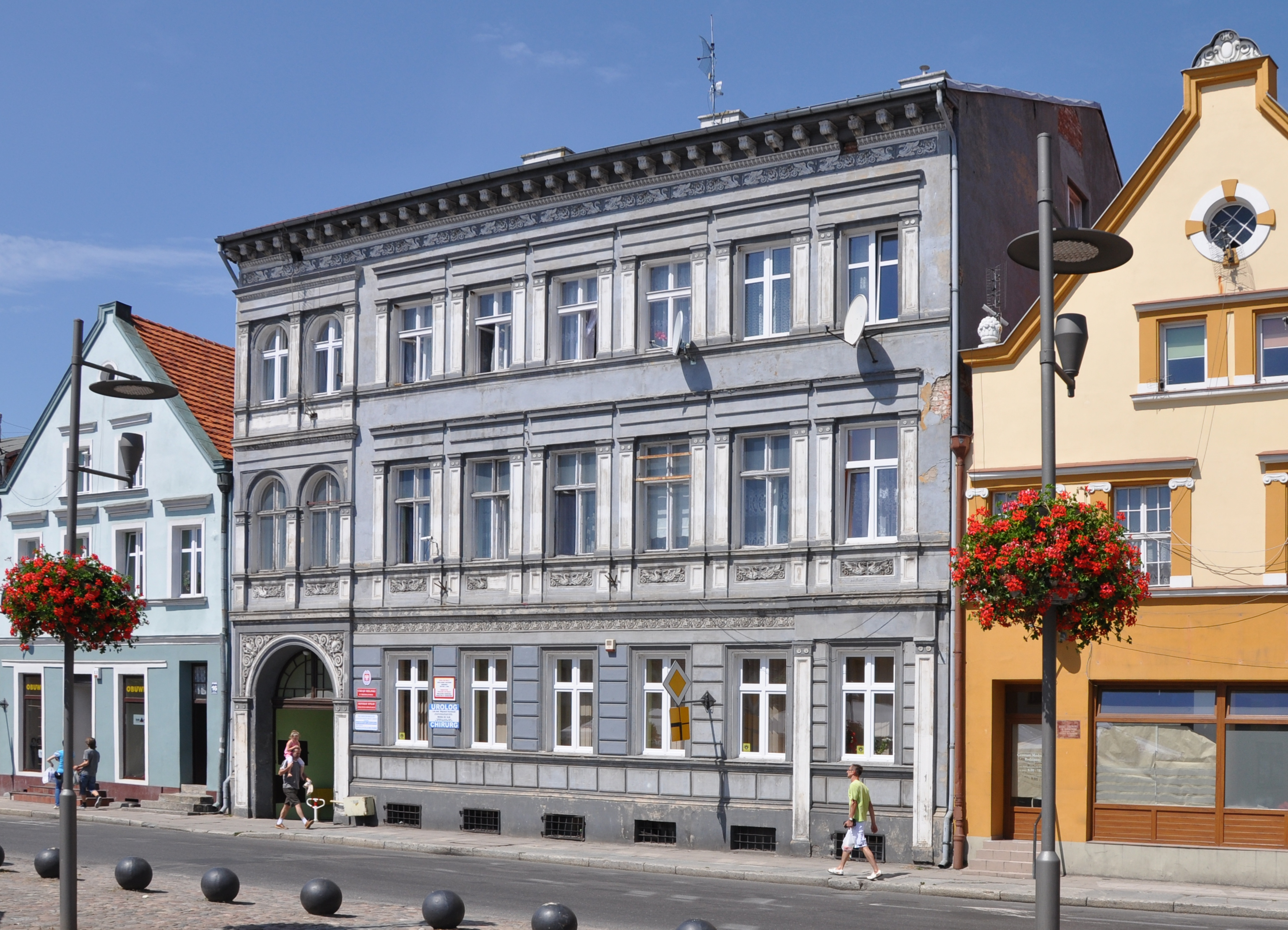
Будівля реферату соціальних і цивільних справ Міського управління в Тшебятуві

### Самоврядування гміни
Представницьким органом влади в гміні Тшебятув є міська рада, до складу якої входить 15 депутатів (у нинішній каденції 6 radne, 9 radnych). Виконавчим органом влади є мер.
Місцезнаходженням обох органів є Ратуша в Тшебятуві.
2016 року виконані видатки бюджету гміни Тшебятув становили 60,6 млн злотих, а доходи бюджету — 66,3 млн злотих. Зобов'язання органів місцевого самоврядування (держборг) за станом на кінець 2016 року становили 31 млн злотих, що становило 46,8% від рівня доходів.
| Відділ бюджетної класифікації                              | Вартість [тис. зл.] | Доля у бюджеті, [%] |
| ---------------------------------------------------------- | ------------------- | ------------------- |
| Сільське господарство та полювання                         | 808,5               | 1,14%               |
| Виробництво та постачання електроенергії, газу і води      | 0.0                 | 0.00%               |
| Транспорт і зв'язок                                        | 22 754,3            | 32,09%              |
| Туризм                                                     | 367,3               | 0,52%               |
| Житлова економіка                                          | 3661,9              | 5,17%               |
| Державна адміністрація                                     | 4648,5              | 6,56%               |
| Громадська безпека та протипожежна охорона                 | 716,3               | 1,01%               |
| Освіта і виховання                                         | 16 685,1            | 23,53%              |
| Охорона здоров'я                                           | 368,3               | 0,52%               |
| Соціальна допомога                                         | 10 462,6            | 14,76%              |
| Інші завдання в галузі соціальної політики                 | 233,4               | 0,33%               |
| Освітня виховна турбота                                    | 600,8               | 0,85%               |
| Комунальне господарство і охорона навколишнього середовища | 3014,6              | 4,25%               |
| Культура і охорона національної спадщини                   | 1941,6              | 2,74%               |
| Фізична культура і спорт                                   | 3042,2              | 4,29%               |
| Інші                                                       | 1591,4              | 2,24%               |
| (Σ) Витрати бюджету разом                                  | 70 896,7            | 100,00%             |

У 2016 році виконані видатки бюджету Грифіцького повіту склали 72,12 млн зл., а доходи бюджету 72,52 млн зл. Зобов'язання органів місцевого самоврядування (держборг) за станом на кінець 2016 року. склали 11,36 млн зл., що склало 15,66% від рівня доходу.
| Рік  | Виконані видатки [млн. зл.] | Виконані доходи [млн. зл.] | Зобов'язання [млн. зл.] | Відсоток від рівня доходу [%] |
| ---- | --------------------------- | -------------------------- | ----------------------- | ----------------------------- |
| 2016 | 60,57                       | 66,29                      | 31,02                   | 46,8%                         |
| 2015 | 61,70                       | 55,41                      | 34,89                   | 63,0%                         |
| 2014 | 65,80                       | 67,87                      | 39,85                   | 58,7%                         |
| 2013 | 70,90                       | 52,27                      | 40,97                   | 78,4%                         |
| 2012 | 51,23                       | 78,98                      | 44,74                   | 56,7%                         |
| 2011 | 66,97                       | 56,72                      | 48 68                   | 85,8%                         |
| 2010 | 57,52                       | 54,64                      | 38,54                   | 70,5%                         |
| 2009 | 46,62                       | 44,97                      | 15,04                   | 33,5%                         |
| 2008 | 40,06                       | 43,22                      | 16,51                   | 38,2%                         |
| 2007 | 44,78                       | 41,16                      | 17,56                   | 42,7%                         |
| 2006 | 41,68                       | 37,04                      | 12,53                   | 33,8%                         |
| 2005 | 33,92                       | 31,66                      | 8,29                    | 26,2%                         |
| 2004 | 28,68                       | 27,86                      | 6,56                    | 23,6%                         |
| 2003 | 27,72                       | 26,77                      | 5,10                    | 19,1%                         |
| 2002 | 23,45                       | 24,08                      | 4,42                    | 18,4%                         |
| 2001 | b.d.                        | 23,97                      | 6,23                    | 26,0%                         |
| 2000 | b.d.                        | 22,45                      | 5,63                    | 25,1%                         |

Зобов'язання (державний борг) гміни Тшебятув у млн злотих у 2000–2016 роках:
Гміна Тшебятув належить до таких організацій та асоціацій:
- Союз міст і гмін басейну Реги[85]
- Союз міст і гмін морських[86][87],
- Цільовий союз гмін "R-XXI"[88]
- асоціація Місцева рибальська група моря і затоки[89]
- Асоціація польських гмін єврорегіону Померанія[90],
- Місцева група дії "Gryflandia"[91][92].

Гміна Тшебятув входить в зону відповідальності Районного суду в Грифічі і Окружного суду в Щецині.

### Політика
Начальники міста і гміни Тшебятув:
- Барбара Мерло (1989)

Мери Тшебятува
- Станіслав Бернацький (1990-1991)
- Єлизавета Макаревич (1991-1999)
- Дорота Климович (1999 По 2001)
- Славомир Станіслав Рушковський (2001-2010)[94][95]
- Здіслав Матусевич (2010-2016)[96][97][98]
- Юзеф Доманський (від травня 2016 року)[99]

| Виборчий комітет                     | Кількість депутатів |
| ------------------------------------ | ------------------- |
| KW Повітового товариства Йдемо Разом | 5 / 15              |
| KWW Твоя і моя гміна                 | 5 / 15              |
| KWW Солідарна гміна                  | 2 / 15              |
| КВТ Польська селянська партія        | 1 / 15              |
| KWW Артура Арндт                     | 1 / 15              |
| КВТ Асоціація доброго самоврядування | 1 / 15              |

| Населений пункт                                                             | Кількість депутатів |
| --------------------------------------------------------------------------- | ------------------- |
| Тшебятув (9 одномандатних виборчих округів)                                 | 9                   |
| Мжежино (західна лівобережна частина)                                       | 1                   |
| Мжежино (східна правобережна частина), Роби, Рогово                         | 1                   |
| Хелм Грифіцький, Хоментово, Роґозіна, Садленко, Садльно, Влодарка, Заполиці | 1                   |
| Ґомбін, Клодково, Левиці, Мірославиці, Семідаржно, Влево                    | 1                   |
| Бечинко, Бечино, Ґоланьч-Поморська, Ґожислав, Ґослав                        | 1                   |
| Новелиці, Тшебуш                                                            | 1                   |
| Разів (Σ)                                                                   | 15                  |

Жителі гміни Тшебятув і гміни Реваль вибирають разом 6 депутатів до ради Ґрифицького повіту.
Жителі вибирають депутатів до Сеймику Західнопоморського воєводства від округу №2. Послів на Сейм від 41-го виборчого округу, а сенатора від 98-го виборчого округу. Послів до Європейський парламент від 13-го виборчого округу.

### Муніципалітети-партнери
| Муніципалітет | Держава   | Дата початку співпраці |
| ------------- | --------- | ---------------------- |
| Грефесмюлен   | Німеччина | ?                      |
| Гросрешен     | Німеччина | 2006-05-25             |
| Гміна Істебна | Польща    | ?                      |
| Комуна Шебу   | Швеція    | 1991                   |
| Вандліц       | Німеччина | ?                      |
| Гміна Брвінув | Польща    | 2008-06-06             |

### Участь гміни у виборах від 2000 року
| Вибори / референдум                                     | І туру | II тур | Коментар                                                                  |
| ------------------------------------------------------- | ------ | ------ | ------------------------------------------------------------------------- |
| Дострокові вибори мера Тшебятува 2016                   | 36,03% | –      | пов'язані зі звільненням мера 28 лютого 2016                              |
| Гмінний референдум 2016 року щодо зняття мера Тшебятува | 27,14% | –      | референдум дійсний; зняття мера 28 лютого 2016; 3058 голосів за зняття    |
| Вибори до Парламенту Польщі 2015                        | 38,47% | –      |                                                                           |
| Референдум 2015                                         | 7,34%  | –      |                                                                           |
| Президентські вибори 2015                               | 39,63% | 46,75% |                                                                           |
| Місцеві вибори 2014                                     | 48,51% | 39,34% |                                                                           |
| Вибори до Парламенту Польщі 2011                        | 39,32% | –      |                                                                           |
| Місцеві вибори 2010                                     | 48,74% | 46,78% |                                                                           |
| Президентські вибори 2010                               | 48,31% | 52,41% |                                                                           |
| Вибори до Європейського парламенту в Польщі 2009        | 17,55% | –      |                                                                           |
| Вибори до Парламенту Польщі 2007                        | 44,56% | –      |                                                                           |
| Місцеві вибори 2006                                     | 44,91% | –      |                                                                           |
| Президентські вибори 2005                               | 39,00% | 37,97% |                                                                           |
| Вибори до Парламенту Польщі 2005                        | 30,31% | –      |                                                                           |
| Гмінний референдум 2004 щодо зняття мера і міської ради | 7,17%  | –      | референдум недійсний через занадто низький відсоток тих, хто проголосував |
| Референдум 2003 щодо вступу Польщі в ЄС                 | 55,72% | –      | так — 86%, ні — 14%                                                       |
| Місцеві вибори 2002                                     | 46,04% | 37,32% |                                                                           |
| Вибори до Парламенту Польщі 2001                        | 36,98% | –      |                                                                           |
| Президентські вибори 2000                               | 54,69% | –      |                                                                           |

## Нотатки
1. ↑  Trzebiatów, filia znajduje się na ul. Kilińskiego 6, a główne przedszkole na ul. Waryńskiego 7
2. ↑  Zgodnie z poleceniem wojewody (październik 2007 r.) dotyczące ujednolicenia nazewnictwa, burmistrz Trzebiatowa podjął decyzję o zmianie nazw: z Urząd Miasta i Gminy Trzebiatów na Urząd Miejski w Trzebiatowie oraz Burmistrz Miasta i Gminy Trzebiatów na Burmistrz Trzebiatowa.

## Зовнішні посилання
- Polska Baza Kolejowa (stacja Trzebiatów)